# 聖ゲオルギオスと竜

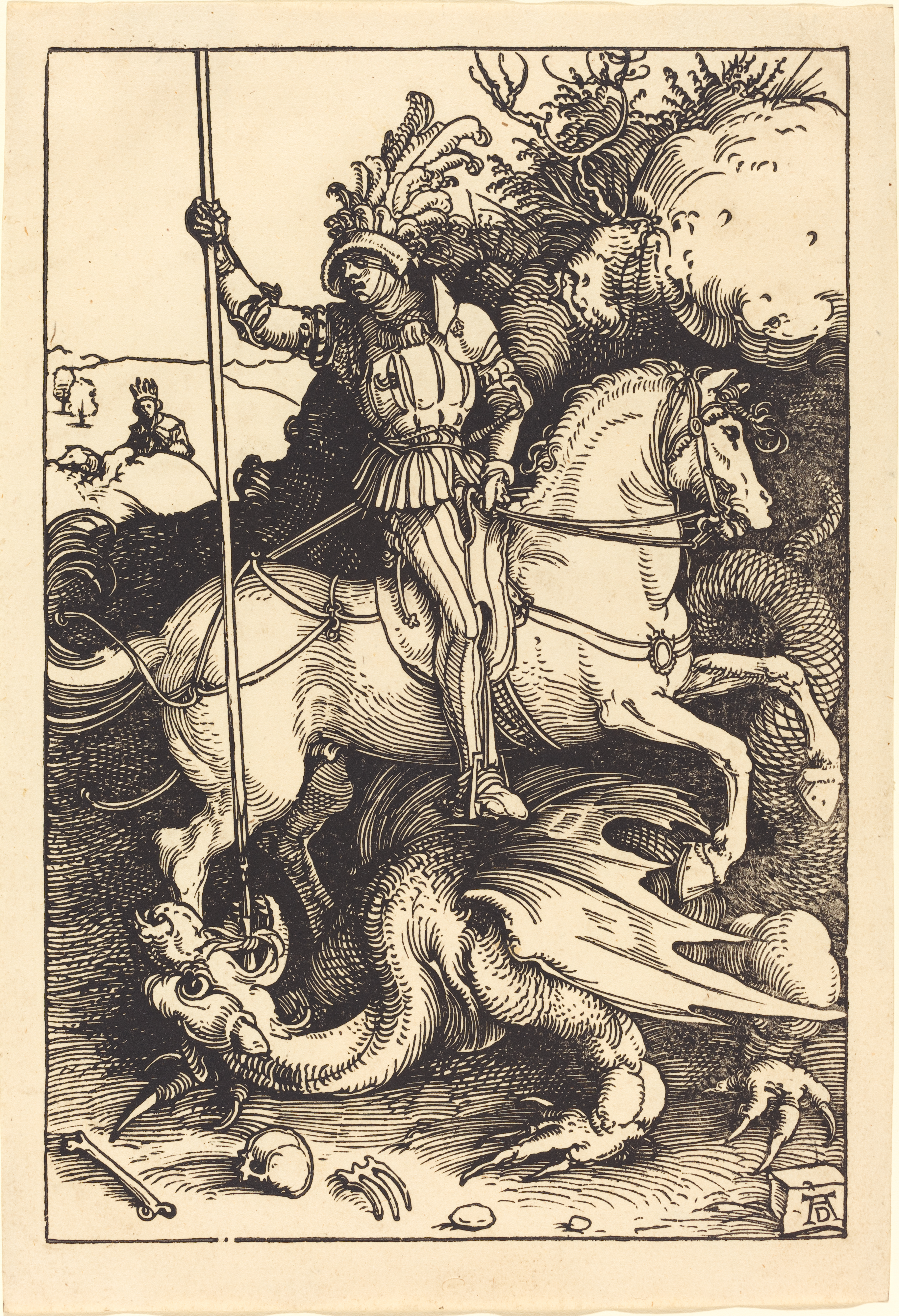
アルブレヒト・デューラーの1501年・1504年の木版画『ドラゴンを殺す聖ゲオルギウス』。

聖ゲオルギオスと竜（せいゲオルギオスとりゅう、英: The legend of Saint George and the Dragon）は、キリスト教の聖人である聖ゲオルギオスの竜殺しの伝説。聖ゲオルギオスは人間の犠牲を要求したドラゴンを飼いならして殺害し、次の生贄として選ばれた王女を救出したと伝えられている。この物語は11世紀と12世紀の最も初期の情報源ではカッパドキアを舞台としているが、13世紀の『黄金伝説』では舞台をリビアに移して語られた。
この竜殺しの物語はイアソンとメデイア、ペルセウスとアンドロメダ、テュポンといったキリスト教以前の神話伝説に起源を持ち、聖ゲオルギオスの伝説として語られる以前に様々な聖人の伝記の中で語られている。中でも特に9世紀と10世紀にアマシアの聖テオドロスの伝説として語られたのち、11世紀になって初めて聖ゲオルギウスに移された。
聖ゲオルギオスの伝説と図像は12世紀のビザンチン文化圏に急速に広まり、さらに十字軍を経由して、まだ12世紀のうちに西のキリスト教の伝統に入った。第一次十字軍の騎士たちは、聖ゲオルギオスとその仲間の兵士で聖人のテッサロニキの聖デメトリオス、聖マウリティウス、アマシアの聖テオドロスが、アンティオキアとエルサレムでともに戦ったと信じていた。伝説はヴァンサン・ド・ボーヴェの『歴史の鑑』（Speculum Historiale）と『黄金伝説』のラテン語版に基づいて、13世紀の西ヨーロッパに普及した。最初は騎士道ロマンスの洗練された設定に限定されていた伝説は、13世紀に大衆化され、中世後期とルネサンス期に文学と絵画で人気のある主題となり、東西ヨーロッパの両方において聖ゲオルギウスに関連するキリスト教の伝説の不可欠な部分となっている。

## 起源

### キリスト教以前
騎乗者としての軍の聖人の聖テオドロス、聖ゲオルギオス、聖デメトリオスの図像は、ローマ時代の「トラキアの騎士」タイプの図像の延長線上にある。ドラゴンの図像は一方では「生命の木」と絡み合う蛇から、もう一方では後期のローマ騎兵によって使用されたドラコの軍旗から発生しているように見える。蛇やイノシシを槍で突く騎手はローマ時代の騎兵隊の兵士を記念する石碑で広く表現されている。セルビアのクルパックから出土した彫刻はアポロンとアスクレピオスをトラキアの騎士として描写しており、ほかに木の周りに絡まった蛇が示されている。別の石碑では双生の騎馬神ディオスクロイがトラキアの騎士として蛇が絡み合った木の両側に示されており、槍でイノシシを殺している。

ドラゴンと戦う聖人伝の物語の発達は図像の発達と平行している。それはキリスト教以前のドラゴンの神話から引き出される。イギリスの考古学者ウォーリス・バッジは1888年に聖ゲオルギオスの伝説のコプト版を編集したが、彼によるとコプト版の伝説は聖ゲオルギオスを迫害した「ダディアヌス（Dadianus）」という名前の統治者を「奈落の底のドラゴン」とする、5世紀または6世紀の出典に基づくと推定している。バッジはキリスト教以前の神話との類似点を明確に指摘して次のように述べてる。

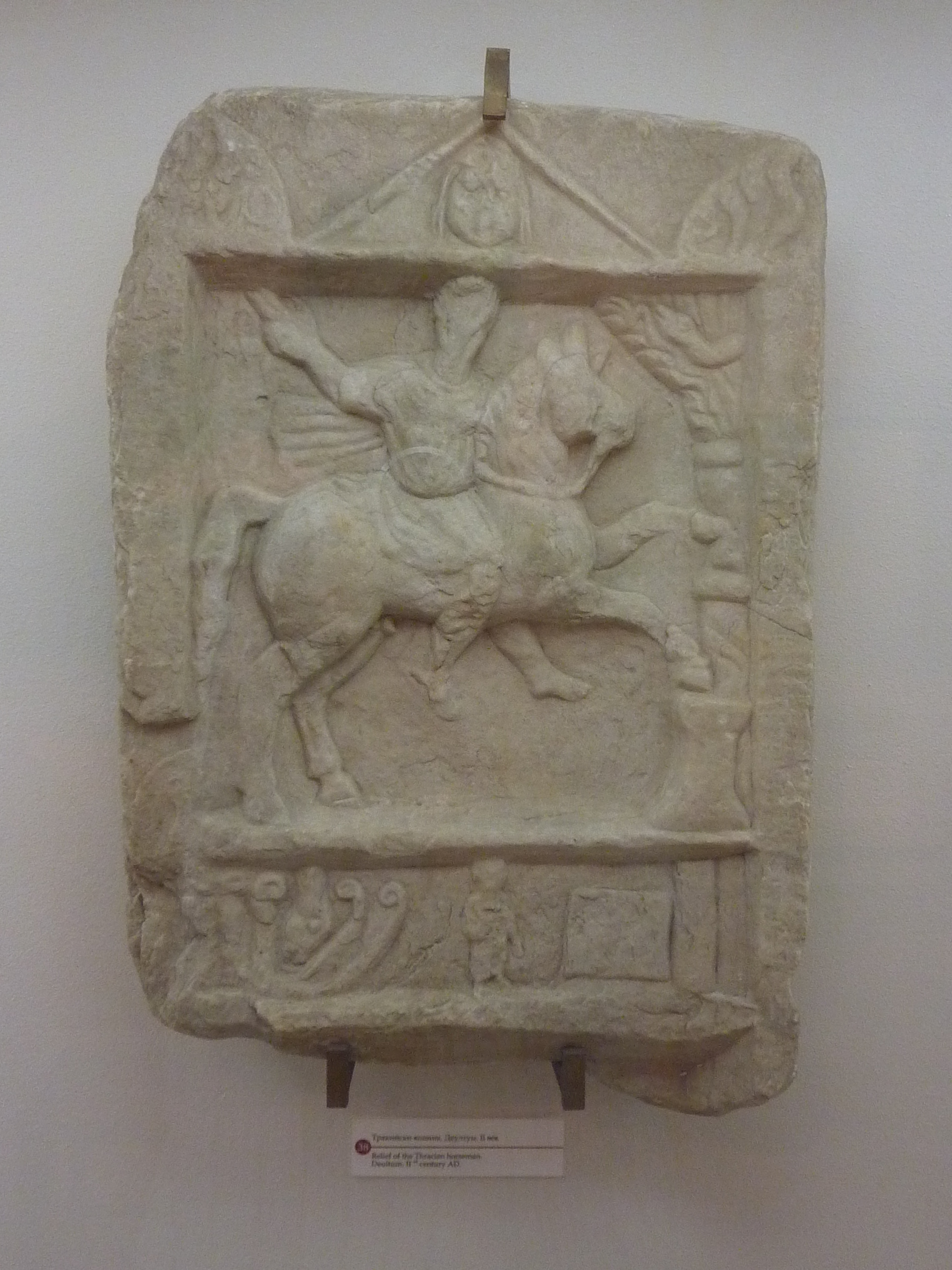
トラキアの騎士（英語版）と木に絡みついた蛇（2世紀頃）
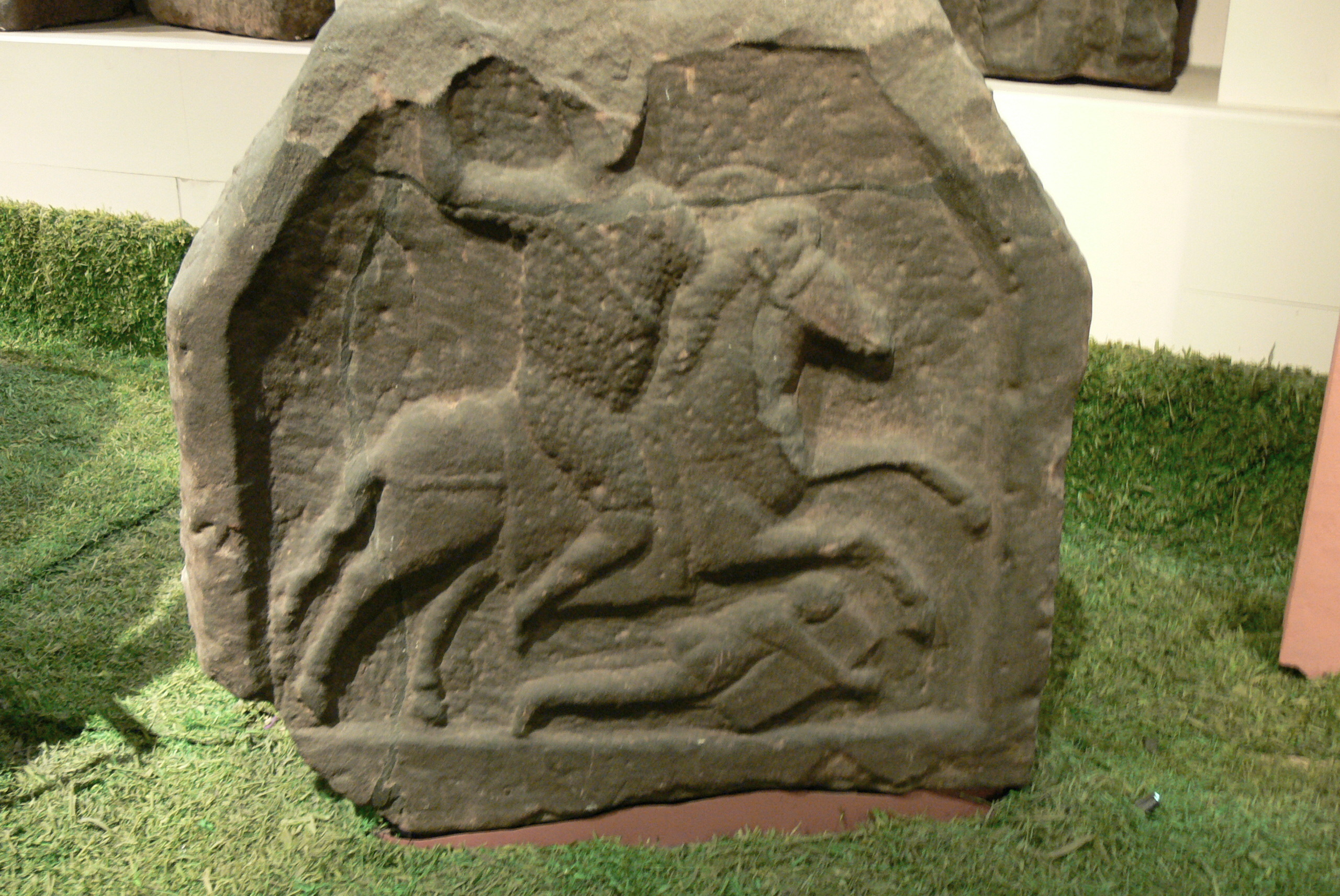
バルバロイの戦士を踏みつけるローマ騎兵のレリーフを持つ墓碑（4世紀または5世紀）
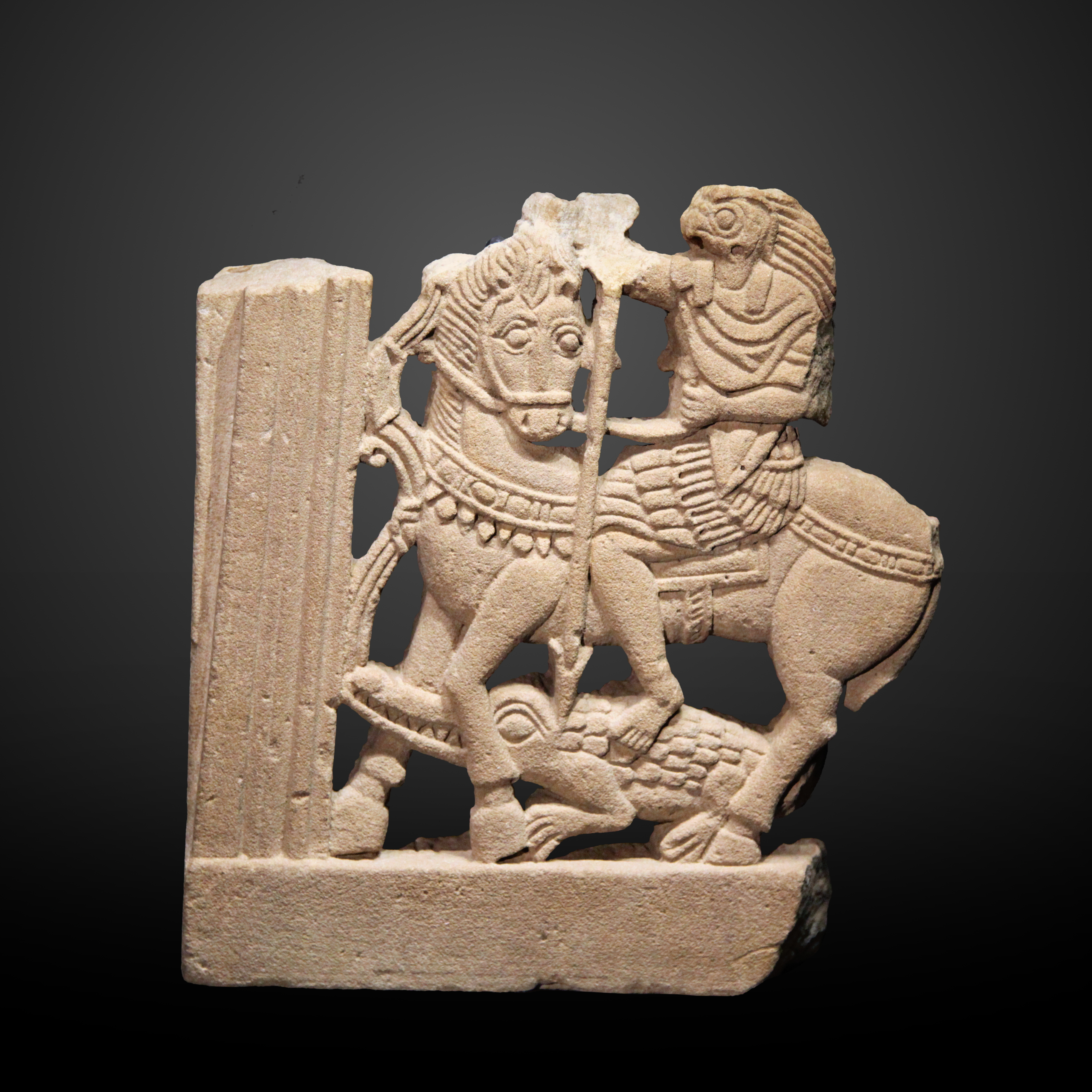
ルーヴル美術館によって、騎乗してワニの姿をしたセトに槍を突き立てるホルスと解釈されたエジプトの彫刻（4世紀）

### キリスト教化された図像
5世紀後半のキリスト教美術には、蛇を踏みつぶす「好戦的なキリスト」の描写が見られる。悪を征服する槍を持った騎士の図像は中世初期には現在の姿になっている。ドラゴンの殺害者としての聖テオドロスの図像は早ければ7世紀まで、少なくとも10世紀初頭まで確実にさかのぼることができる（聖テオドロスがドラゴンを殺す最古の描写は920年頃のアグタマールの聖十字大聖堂にある）。9世紀後半以降の新しい伝説では聖テオドロスはエウカイタの近くでドラゴンを殺したと報告されている。対して聖ゲオルギオスは10世紀にドラゴンではなく人間を殺すと描かれており、したがってドラゴンを殺す騎士の初期の描写が聖ゲオルギオスを表す可能性は低い。

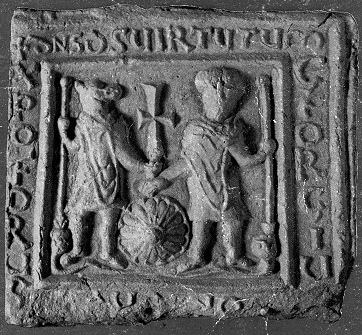
聖クリストフォロスと竜殺しとしての聖ゲオルギウスを描いたヴィニカの陶製のイコン。

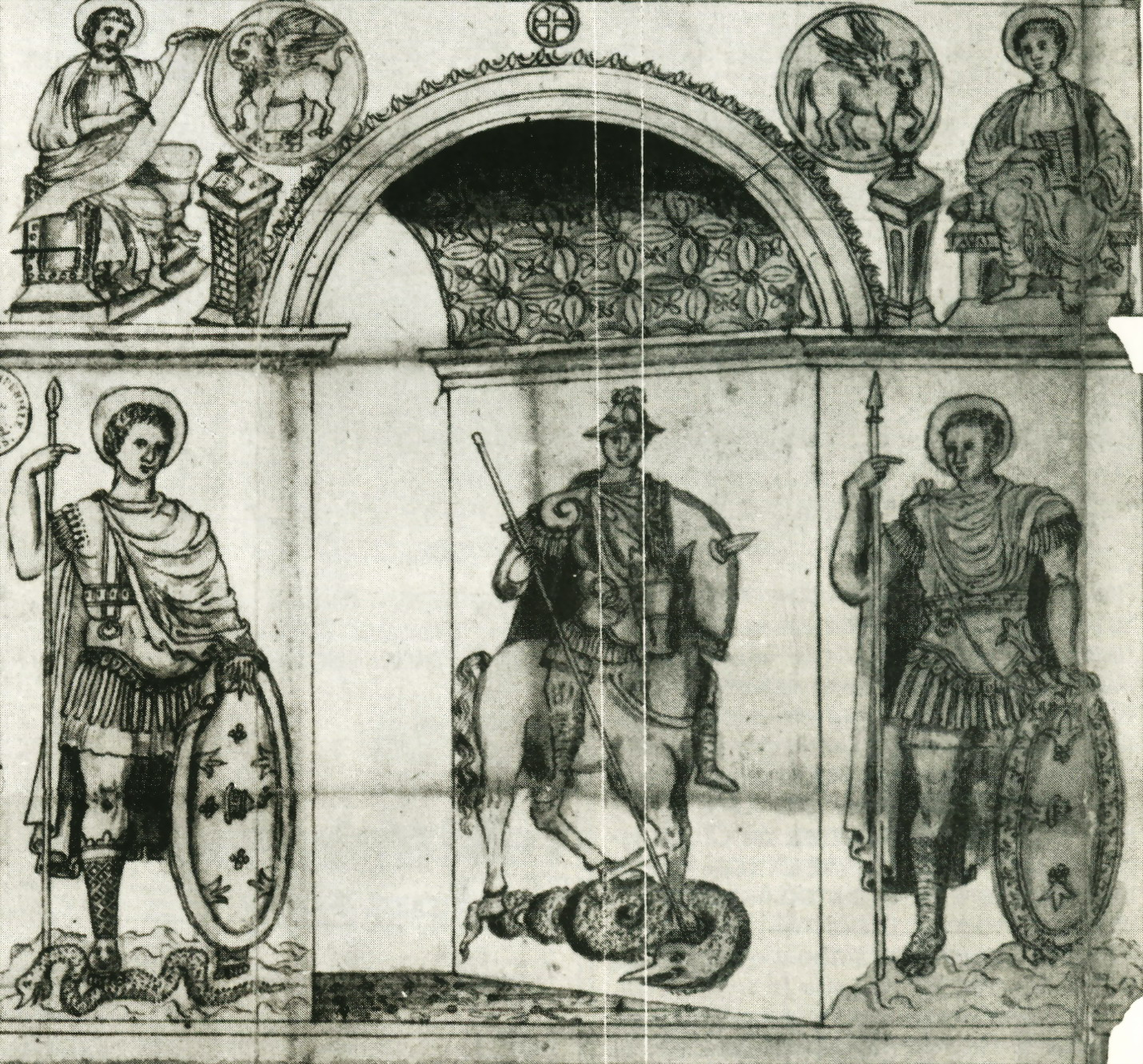
17世紀のアルクス・アインハルト（Arcus Einhardi）の線画。

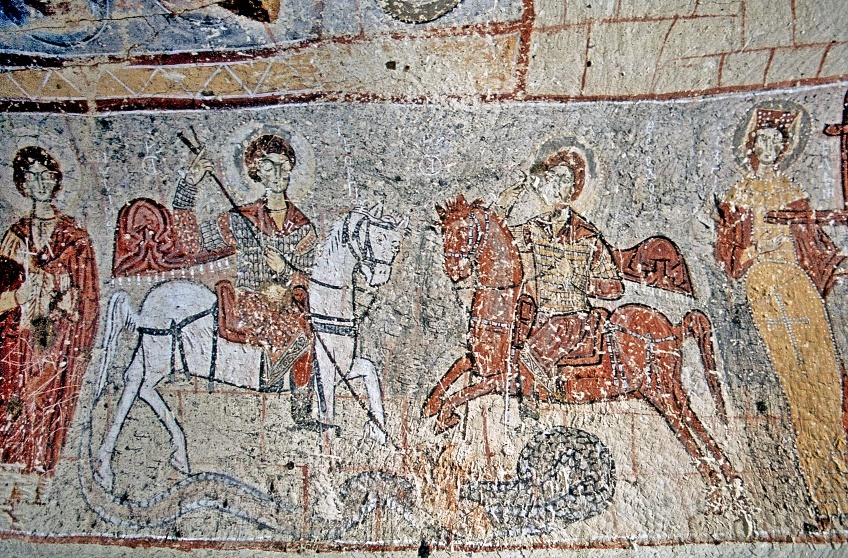
蛇の教会を意味するカッパドキア、ユランル・キリセ（Yılanlı Kilise）の竜を殺す聖テオドロスと聖ゲオルギオスを描いたフレスコ画。

聖テオドロスの騎士としての最古のイメージは北マケドニアのヴィニカから出土した遺物であり、本物であるならば6世紀または7世紀にさかのぼる。ここでは聖テオドロスはドラゴンを倒すのではなく、ドラコの軍旗を持っている。ヴィニカのイコンの1つには、ドラゴンとの最も古い聖ゲオルギウスの描写もある。聖ゲオルギウスはキュノケファロス（Cynocephalous, 犬頭人）の聖クリストフォロスのそばに立ち、両聖人は人間の頭を持つ蛇を踏みつけ、槍で頭を狙っている。マグワイア（1996年）は、家庭の魔法で使用された無名の騎乗する英雄の画像から、名前を持つ聖人のより規制された図像への移行を、730年代のビザンティンの偶像破壊に続いて神聖な画像に厳重な規制が行われたことと結び付けた。
西方では、槍と盾を持つ2人の兵士の聖人の間でドラゴンを踏みつけて刺し貫くローマの騎士のカロリング朝時代の描写が、オランダの古都マーストリヒトの聖セルファース教会の宝物庫のクラックス・ジェマタ（crux gemmata, 宝石で飾られた十字架）の足元に置かれていた（18世紀に失われている）。この表現は現在パリのフランス国立図書館で17世紀の線画の中に残っている。
トラキア騎士の図像の「キリスト教化」は、カッパドキア、ギョレメの岩窟教会までさかのぼることができ、10世紀のフレスコ画には、1、2、または3つの頭を持つ蛇と対峙する騎乗した聖人が描かれている。最も初期の例の1つは一般に10世紀にさかのぼるMavrucan 3（Güzelöz, Ye knownilhisar）として知られる教会のもので、騎士がイノシシの代わりに「生命の木」の周りで絡み合う2匹の蛇を攻撃していることを除けば、双生児神ディオスクロイの石碑と極めて平行関係にある、2人の「神聖な騎士」を描いている。この例では、少なくとも2匹の蛇が別々の頭を持っているように見えるが、10世紀のカッパドキアの他の例では多頭の蛇を示している。ドラゴンを攻撃している2人の聖テオドロスと聖ゲオルギオスを描いたユランル・キリセ（Yılanlı Kilise）の保存状態の悪いフレスコ画は、10世紀または9世紀半ばまでさかのぼる。
3人の騎乗する聖人、聖デメトリオス、聖テオドロス、聖ゲオルギオスを示しているが、同様の例がギリシャの中央マケドニアのキルキス県にある現代のコルキダ村の近くの9世紀または10世紀に建てられた教会「Zoodochos Pigi」にある。
おそらく聖ゲオルギオスではなく聖テオドロスを描いた馬に乗った竜殺しの12世紀の描写は、パレルモのパラティーナ礼拝堂の身廊にある4つのムカルナスのパネルにある。

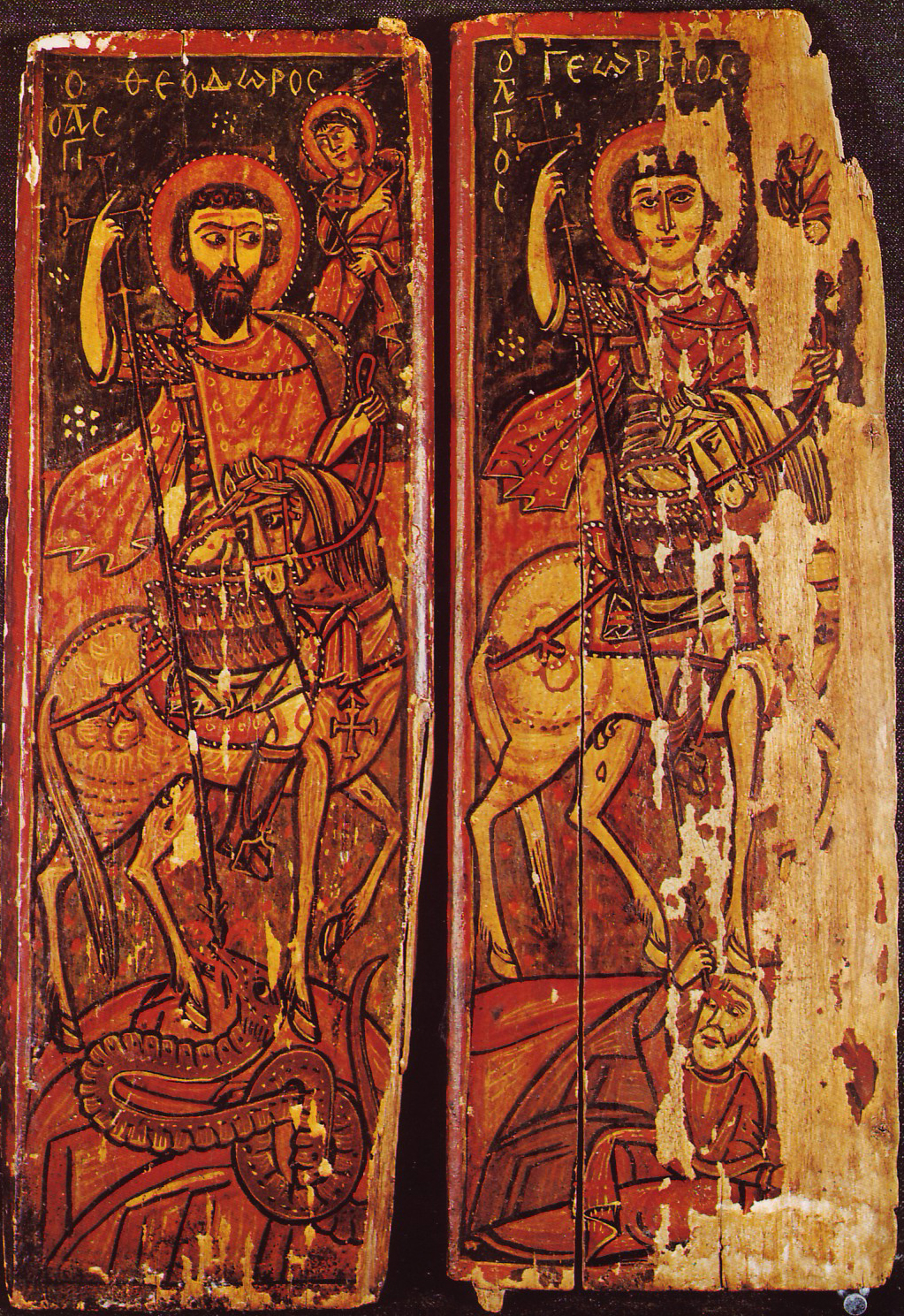
聖テオドロスと聖ゲオルギオスは騎乗する英雄として並んで示した。聖テオドロスはドラゴンを殺し、聖ゲオルギオスは人間の敵を殺した。シナイ山の聖カタリナ修道院（9世紀または10世紀）。

後にドラゴンのモチーフは、仲間の兵士である聖テオドロスの伝説から聖ゲオルギオスの伝説に移された。蛇と戦う聖ゲオルギウスの疑問の余地のない最古の図像はカッパドキアにまだ残っている。

## 黄金伝説
ヤコブス・デ・ウォラギネの『黄金伝説』（1260年代）の有名なバージョンでは、聖ゲオルギオスを描いた竜の物語はリビアの「シレーネ」（Silene）と呼ばれる場所を舞台としている。
リビアのシレーネは近隣の池を住処とし、田園地帯を汚染する毒を吐くドラゴンに悩まされていた。人々はドラゴンが都市そのものに害をなすことを防ぐため、毎日2頭の羊と、男と羊、そして最後にくじで選ばれた子供と若者を生贄としていた。あるとき運命が王の娘に降りかかった。王はすべての金銀と引き換えに王女の身代わりとなってくれるよう求めた。しかし人々は拒否した。王女はドラゴンの餌となるために花嫁衣装をまとって湖に送られた。
そこにたまたま聖ゲオルギオスがやって来た。王女は彼を送り出そうとしたが彼は留まると誓った。彼らが会話している間にドラゴンが池から現れた。聖ゲオルギオスは十字を切ったあと、馬に乗ってドラゴンに突進し、槍でひどく傷つけた。それから王女に彼女の腰帯を投げるように言い、それをドラゴンの首にかけた。彼女がそうしたとき、ドラゴンは鎖につながれた「おとなしい獣」のように少女の後に従った。
王女と聖ゲオルギウスはドラゴンをシレーネの街へと導き、人々を恐怖に陥れた。聖ゲオルギオスは彼らがキリスト教徒となり洗礼を受けるならばドラゴンを殺すことを申し出た。そこでシレーネの王を含む1万5000人がキリスト教に改宗した。その後、聖ゲオルギウスは剣でドラゴンの首を斬り落して殺し、ドラゴンの遺体を4頭の牛車に乗せて街から運び出した。王はドラゴンが死んだ場所に神の祝福を受けた聖母マリアと聖ゲオルギオスの教会を建設すると、祭壇から泉がこんこんと湧き出て、その水はすべての病気を治癒した。ラテン語版のみ、剣でドラゴンを殺す前に聖人が槍で攻撃する伝承を含んでいる。
『黄金伝説』の物語は西ヨーロッパで受け入れられた聖ゲオルギオスと竜の物語の主な情報源であり、したがってイングランドの守護聖人としての聖ジョージに関連している。『黄金伝説』のバージョンでは王女は無名のままであり、「サブラ」という名前はエリザベス朝時代の作家リチャード・ジョンソンの『キリスト教国の7人の戦士』（1596年）で与えている。この作品では、彼女はエジプトの王女としてリキャストされている。この作品は素材に大きな自由を与えており、聖ゲオルギオスとサブラを結婚させ、そして2人の間にイギリス人の子供が生まれ、そのうちの一人はウォリックのガイになった。まだ13世紀のイタリア語の情報源で王女に付けられた別名はクレオリンダ（Cleolinda）とアイア（Aia）である。

## 図像学

### 中世の図像

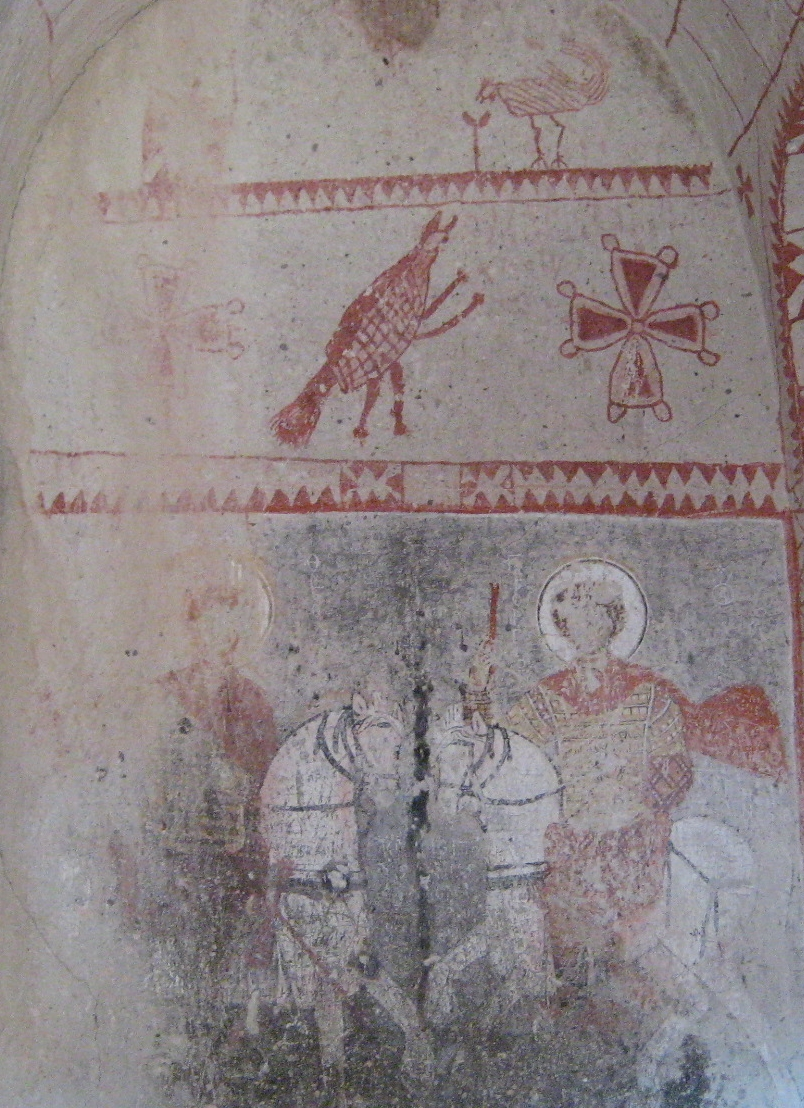
ギョレメの岩窟教会群の1つ、聖バルバラ教会の馬に乗って竜を殺す聖ゲオルギウスと聖テオドロスを描いたフレスコ画。11世紀初頭にさかのぼるこの図像は、竜殺しの聖人としての聖ゲオルギウスの現在知られている最も古い描写として位置づけられている。

聖人は「トラキアの英雄」の伝統の中でローマ騎兵のスタイルで描かれている。主要な図像としては、聖ゲオルギオスとドラゴンのみを示す「簡潔な」形式のものと、奇跡を目撃した見物人たちとともにラシア（Lacia）の王女や城壁あるいは塔を含んでいる「詳細な」形式のものの2つのタイプがある。「簡潔な」タイプは10世紀から11世紀のカッパドキアに由来している（9世紀から10世紀の聖テオドロスに関連する同様の図像から移されている）。「詳細な」形式の最も初期の確実な例はおそらくグルジアの聖ゲオルギオスのパヴシニ教会だが、アディシ山、ボチョルマ要塞、聖ゲオルギオスのイクヴィ教会の例はさらに少し早いかもしれない。

#### グルジア

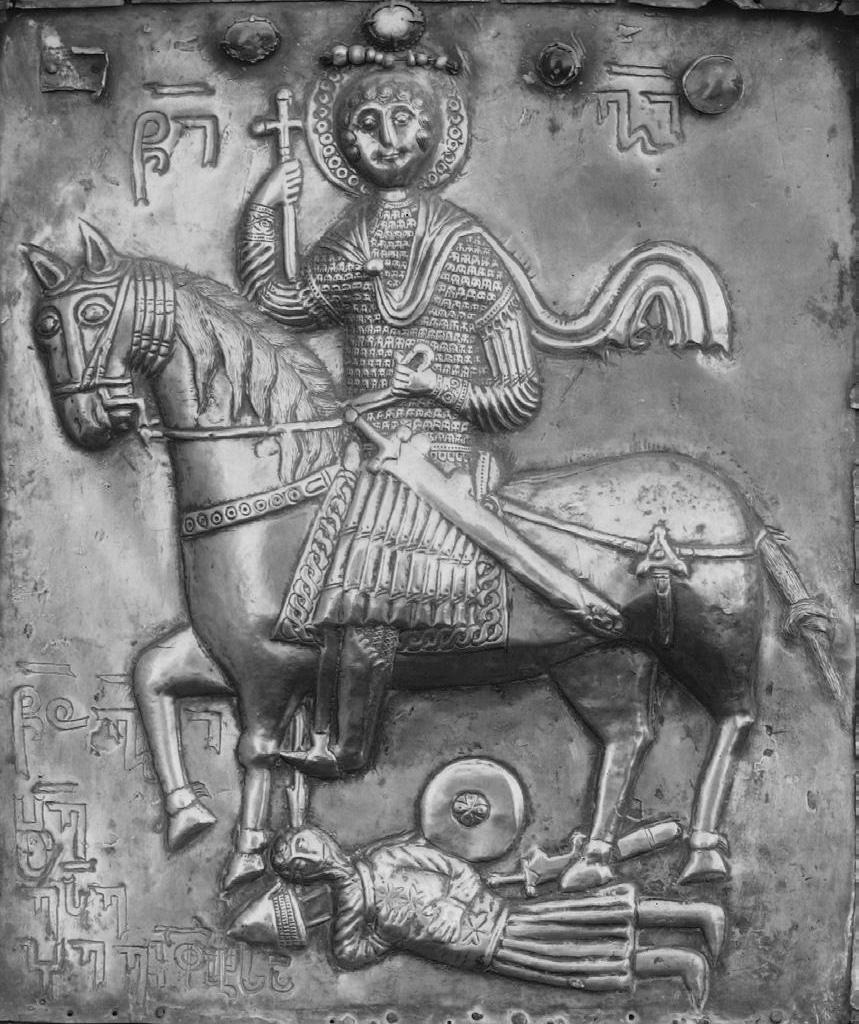
パラヘティ（Parakheti）の聖ゲオルギオス（10世紀後半）
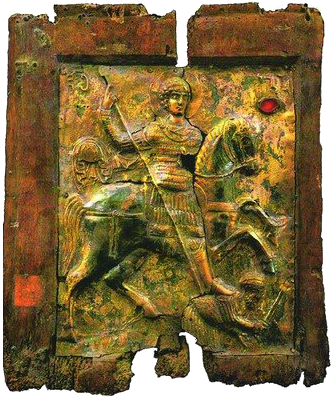
ラチャ（英語版）、ラベチナ（Labechina）の聖ゲオルギオス（11世紀初頭）
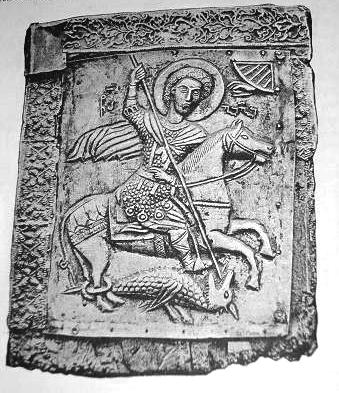
リカウリ（英語版）（オズルゲティ）から出土した聖ゲオルギオスとドラゴンのイコン（12世紀）
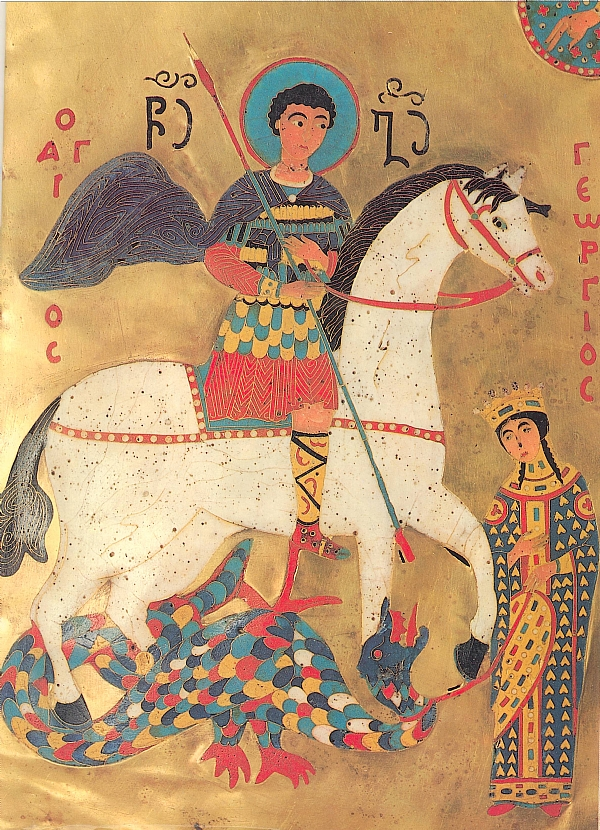
七宝焼の聖ゲオルギオスのイコン（15世紀）

#### ギリシャ

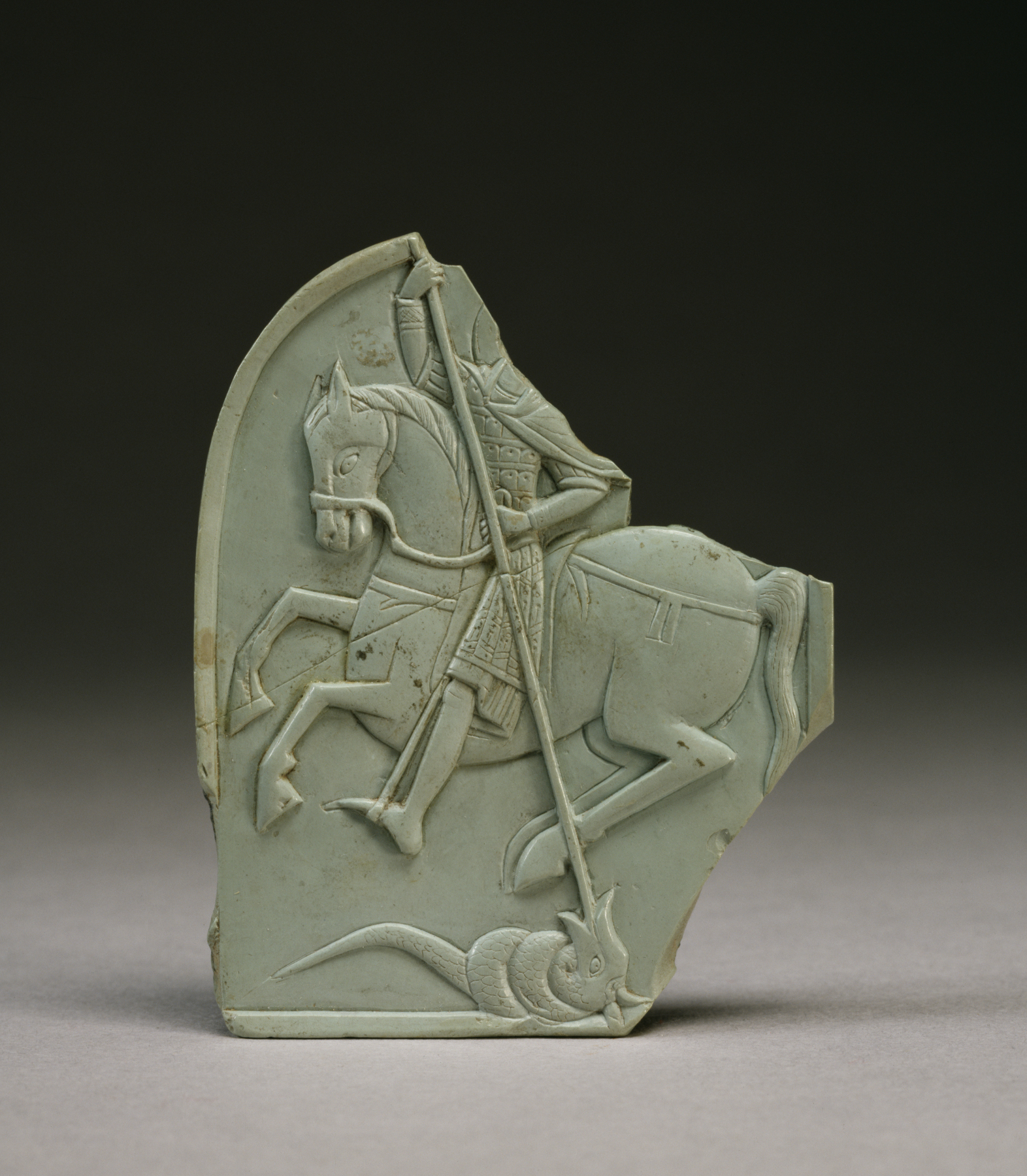
ソープストーン（英語版）に彫刻された聖ゲオルギオスと竜のレリーフ（ビザンティン時代）
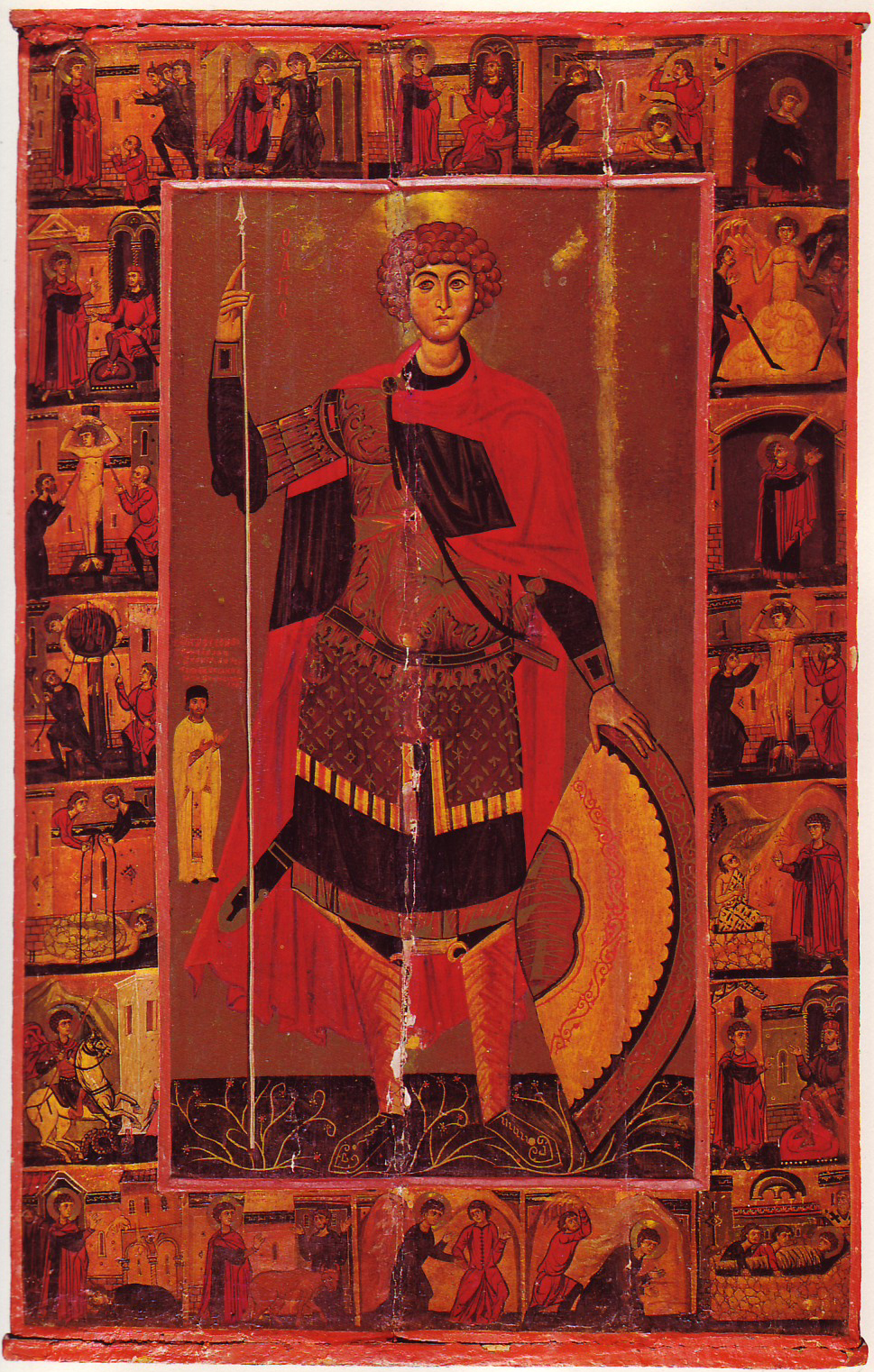
シナイの大きな「生涯」のイコン。おそらくギリシアの芸術家の作。竜殺しのエピソードは聖人の生崖を描いた20のパネルの1つに示されている（13世紀前半）
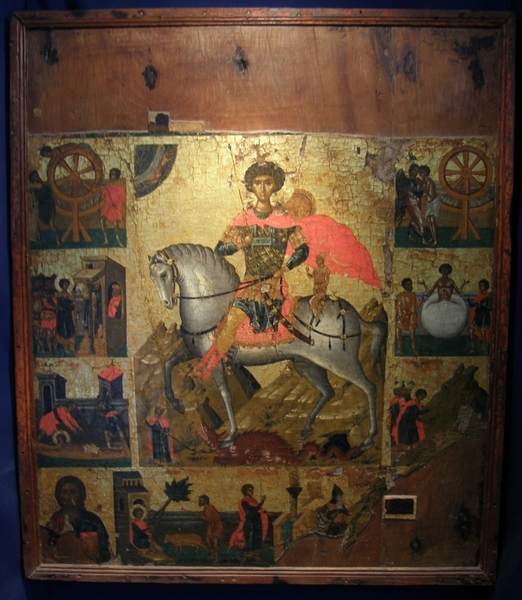
ミティリニでの青年期を象徴するギリシャの聖ゲオルギオス像。サントリーニ島、ピルゴス・カリスティス（英語版）（15世紀）
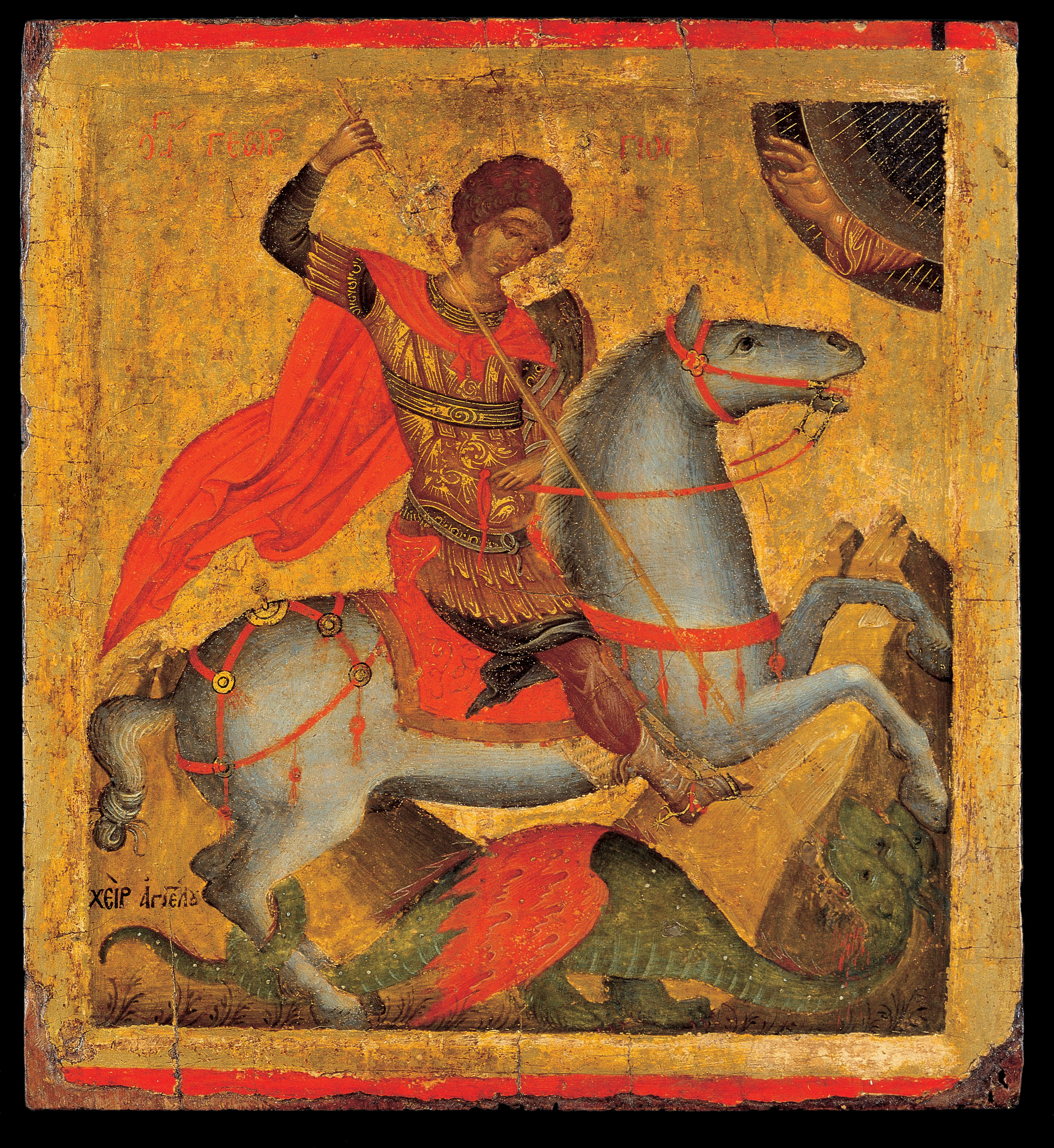
クレタ島の画家アンジェロス・アコタンドス（Angelos Akotandos）によるイコン（15世紀前半）
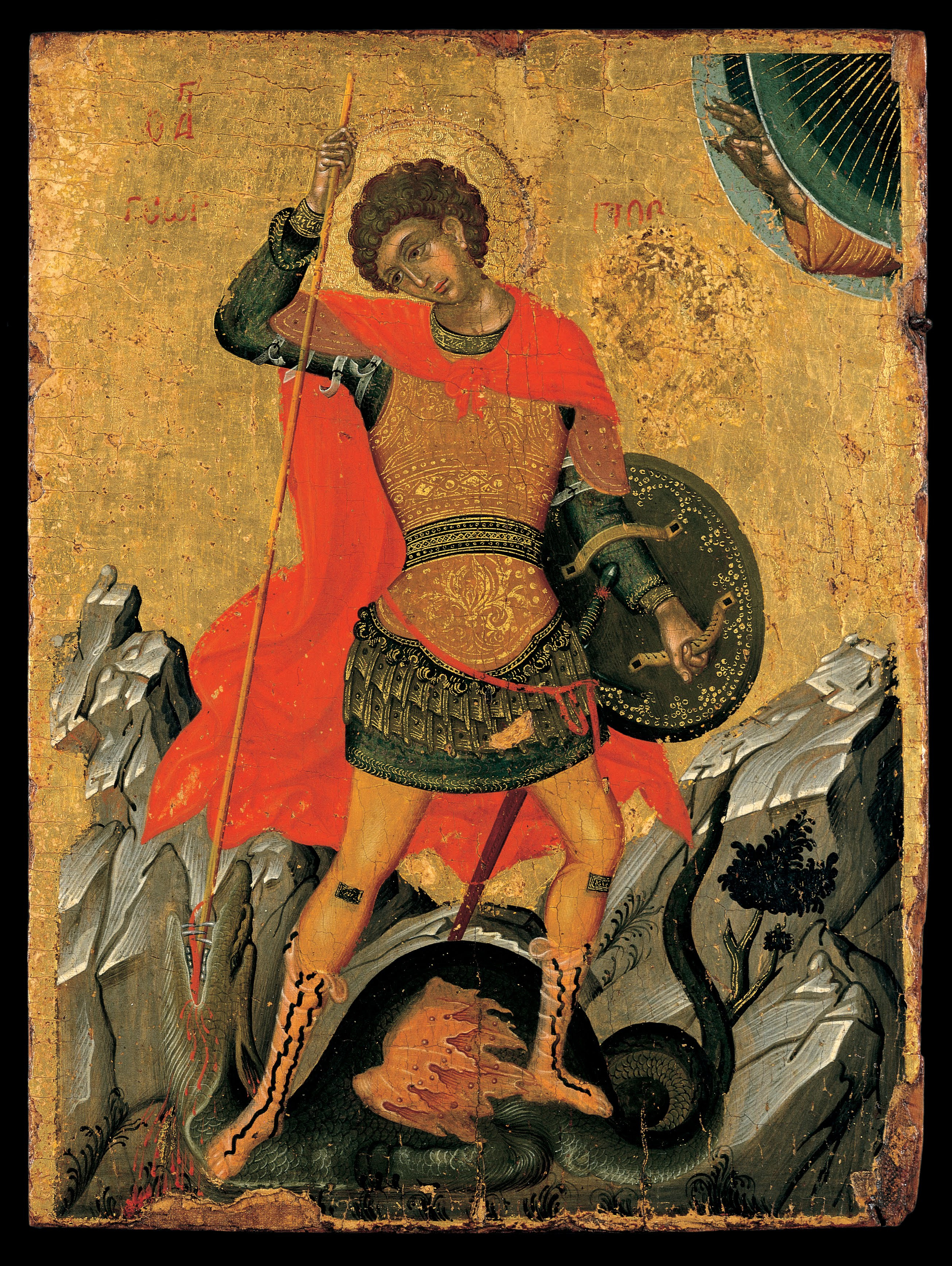
「歩行者」聖ゲオルギオス。クレタ島（15世紀後半）
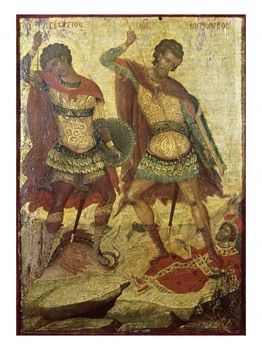
ミハイル・ダマスケノス（英語版）が描いたドラゴンを殺す聖ゲオルギオスとローマ皇帝ユリアヌスを殺す聖メルクリウス（英語版）（16世紀）

#### ロシア
ロシアの最古の例は1167年頃のスタラヤ・ラドガの聖ゲオルギウス教会の壁から発見された。ロシアではイコンは Чудо Георгияозмие、つまり「聖ゲオルギウスとドラゴンの奇跡」として知られている 。聖人は主に右向きの白い馬の馬上に示されるが、ときには黒い馬や左向きでも示される
。王女は通常含まれていない。別のモチーフは、後ろに座っているミティリニの若者と一緒に馬に乗った聖ゲオルギウスを示している。

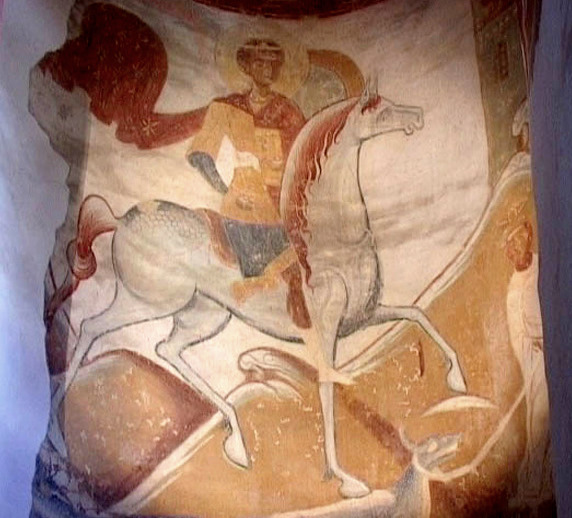
スタラヤ・ラドガの聖ゲオルギウス教会（英語版）のフレスコ画（1167年頃）
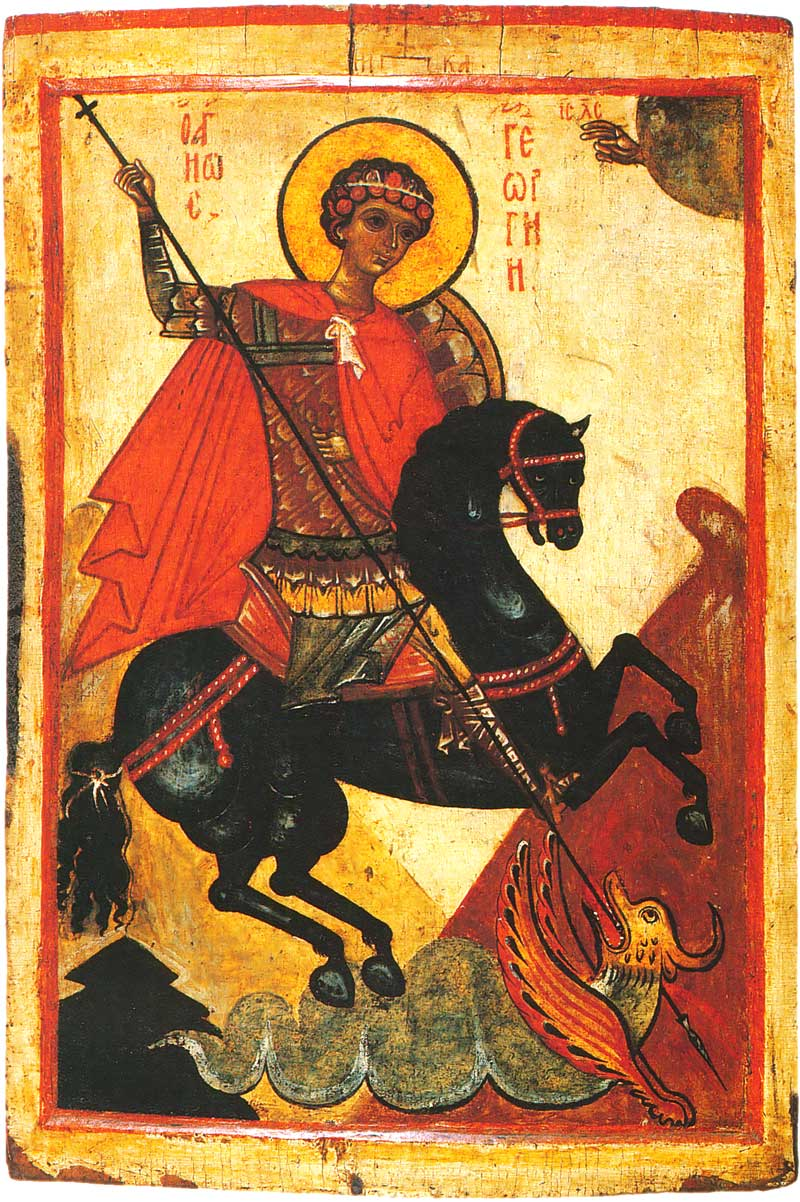
芸術が栄えたノヴゴロド公国のイコン（14世紀）
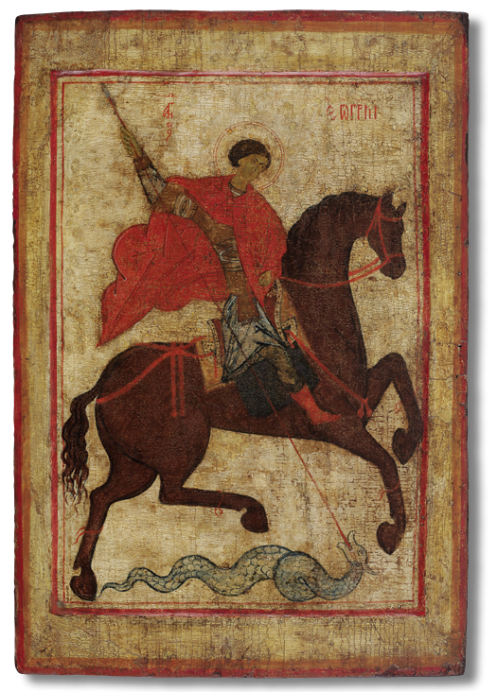
ロストフ（ウラジーミル・スーズダリ大公国）から出土したイコン（14世紀）
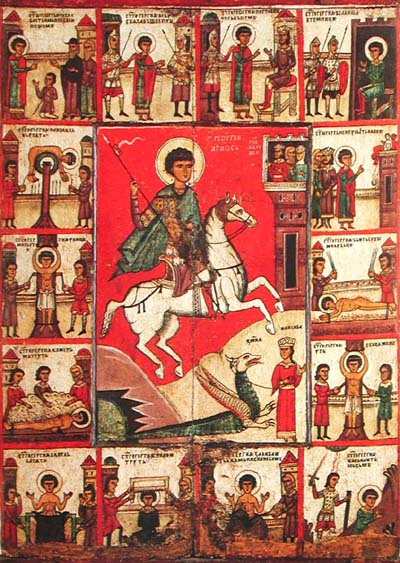
ノヴゴロド公国の「生涯」のイコン。「詳細な」ドラゴンの図像がパネルの中心に位置している（14世紀）
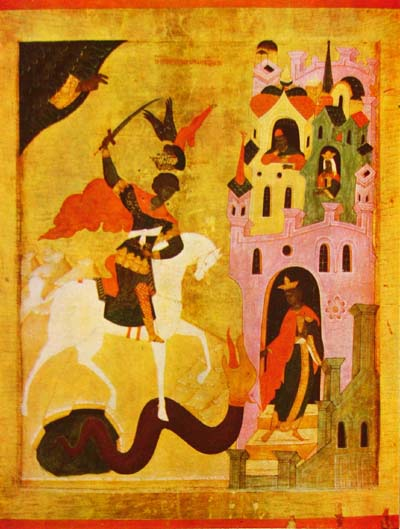
「詳細な」タイプのロシアのイコン。モスクワ（15世紀初頭）
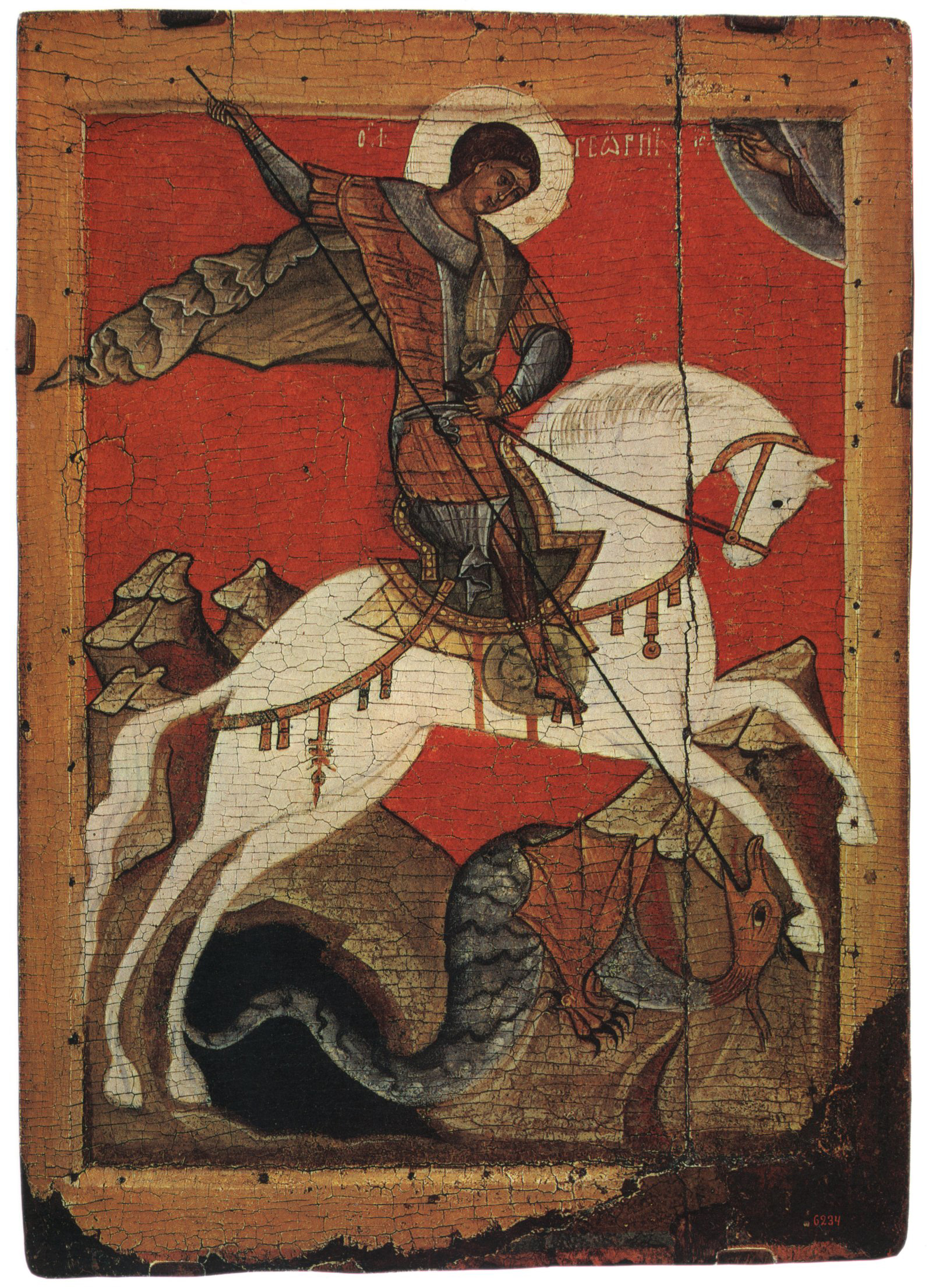
ノヴゴロド公国の「生涯」のイコン（15世紀）
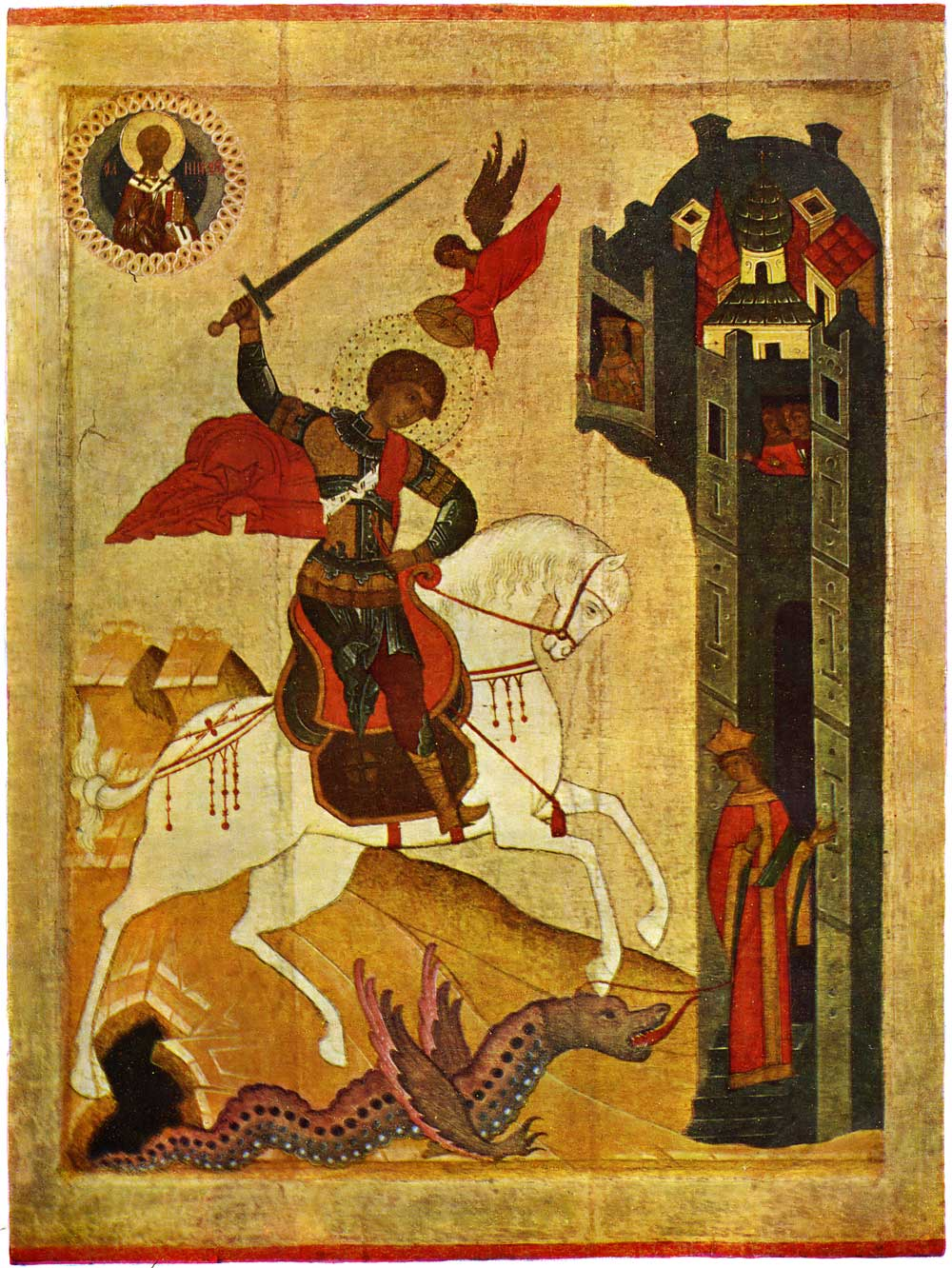
ロシア北部の「詳細な」タイプのイコン。聖人は例外的に剣でドラゴンを倒している（1500年頃）
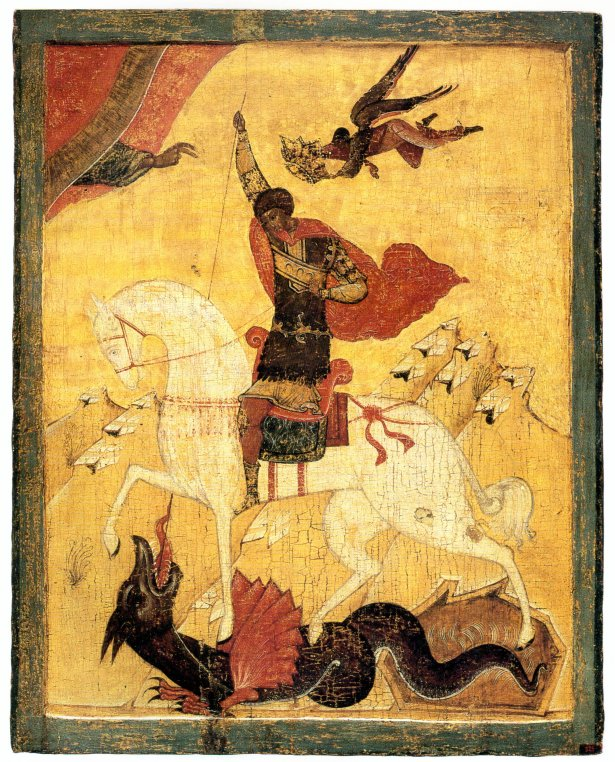
ヘウム＝ベルツのウクライナ東方カトリック大司教区（英語版）（16世紀）

### 西ヨーロッパ
ドラゴンを倒す馬に乗った騎士としての聖ゲオルギウスのモチーフが最初に西洋美術に登場したのは13世紀後半である。赤白の聖ゲオルギウス十字として示される聖人の紋章の伝統は14世紀に発展した。

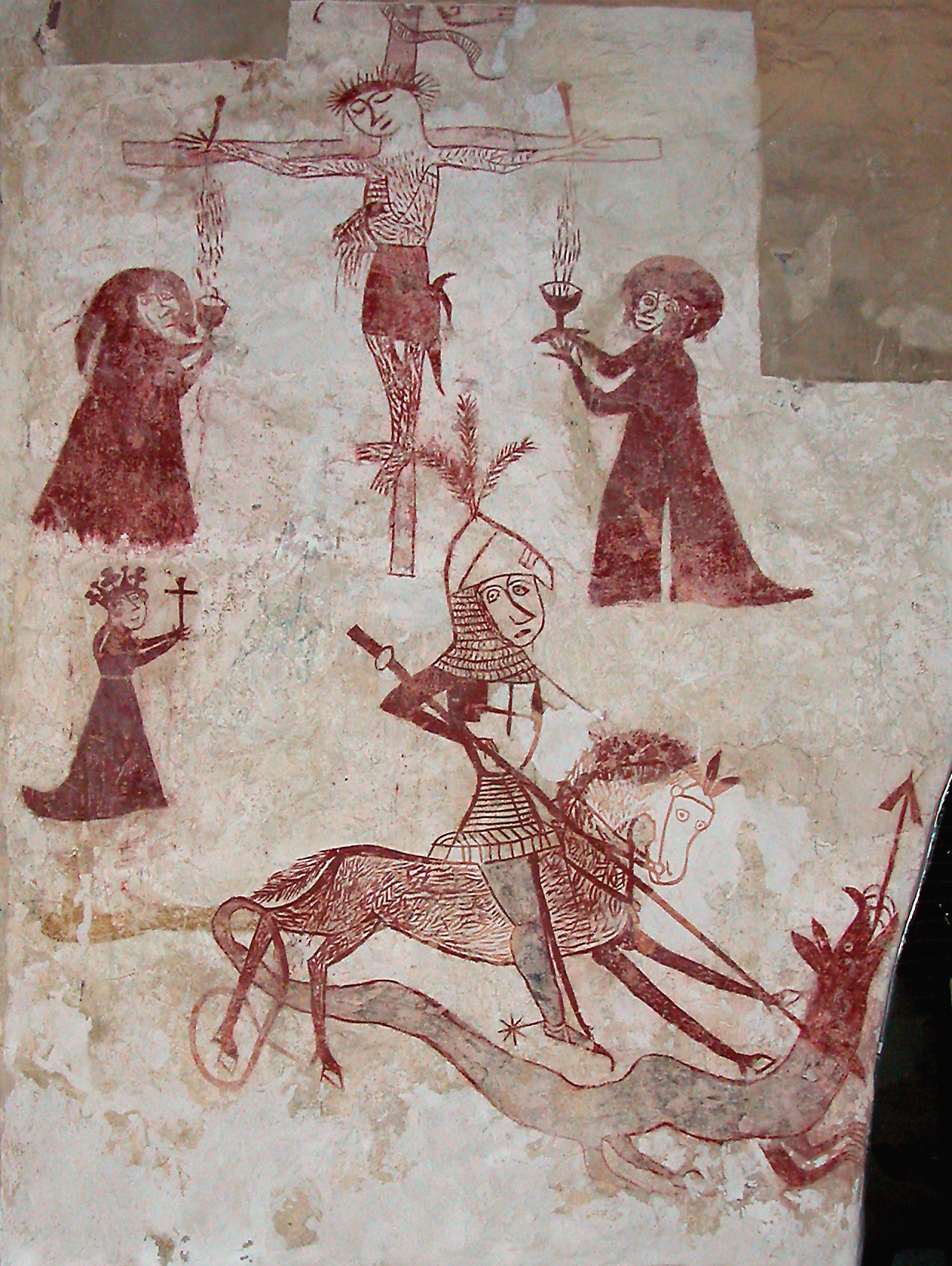
メクレンブルク、アンカースハーゲン（英語版）のフレスコ画（13世紀）
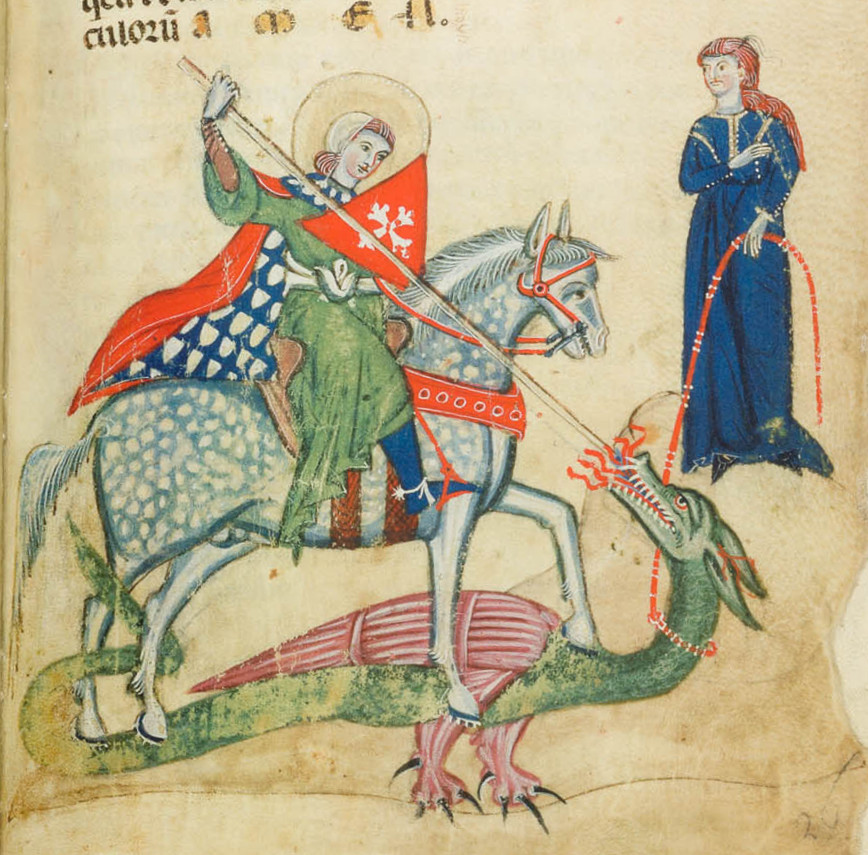
『パッシオ・サンクティ・ゲオルギ』（Passio Sancti Georgii）のミニアチュール
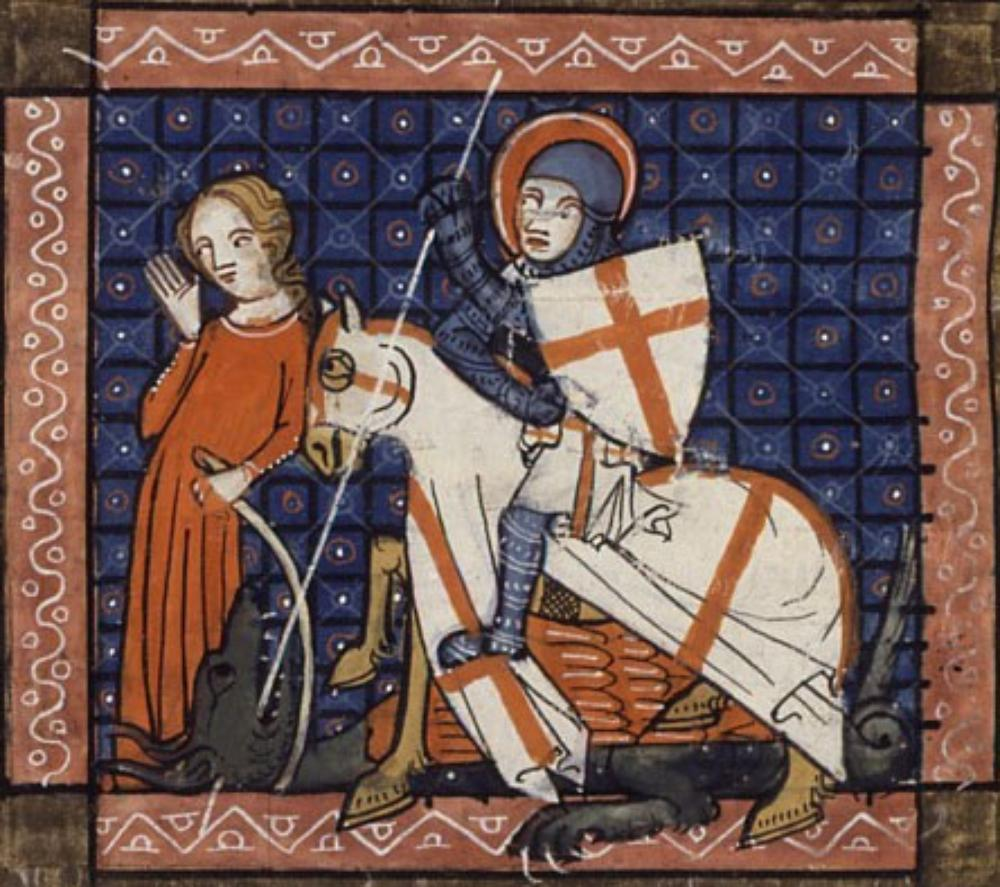
『黄金伝説』のミニアチュール。パリ（1348年）
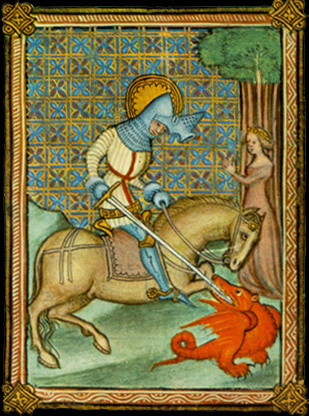
時祷書（1380年頃？）
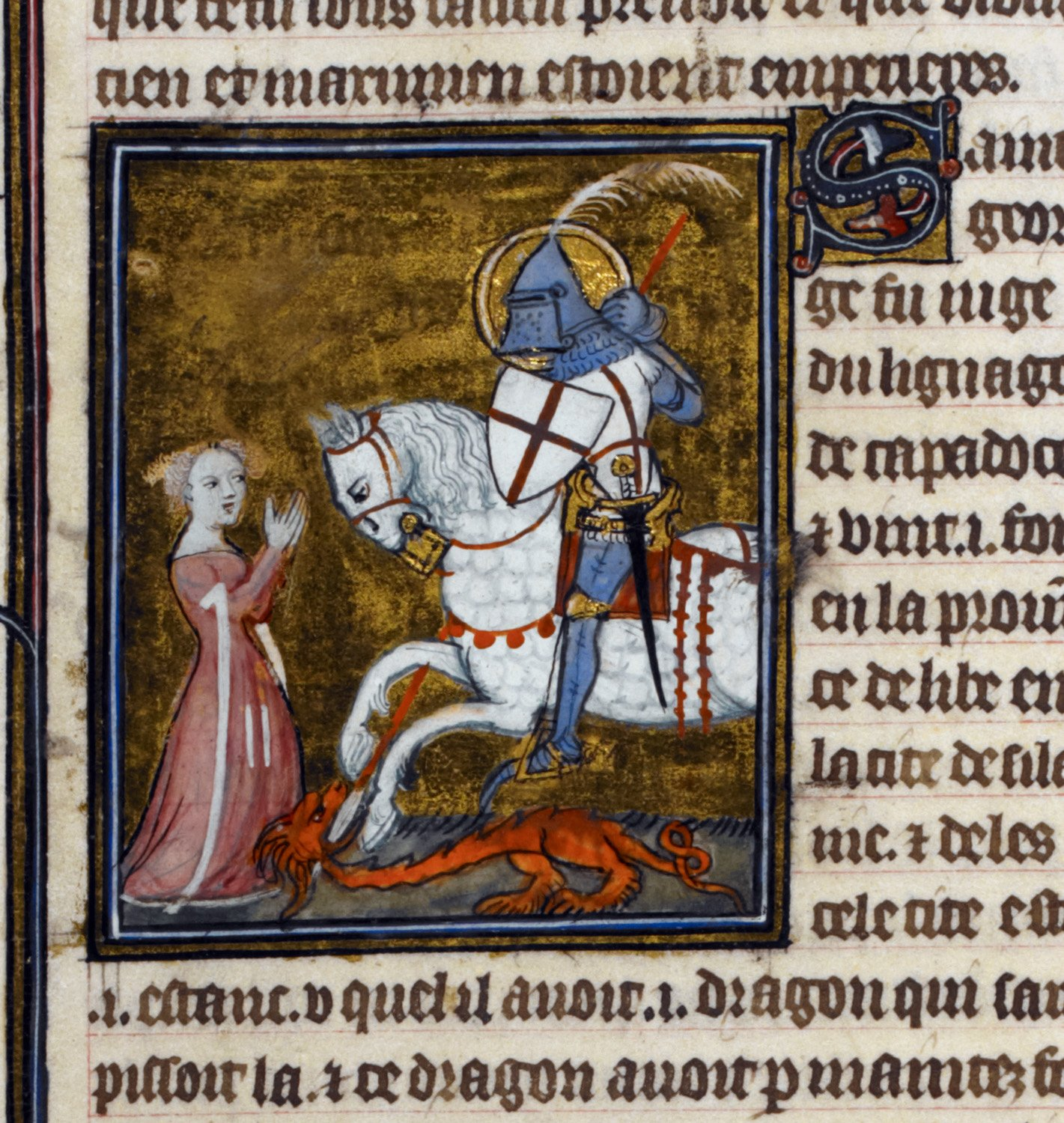
『黄金伝説』のミニアチュール。パリ（1382年）
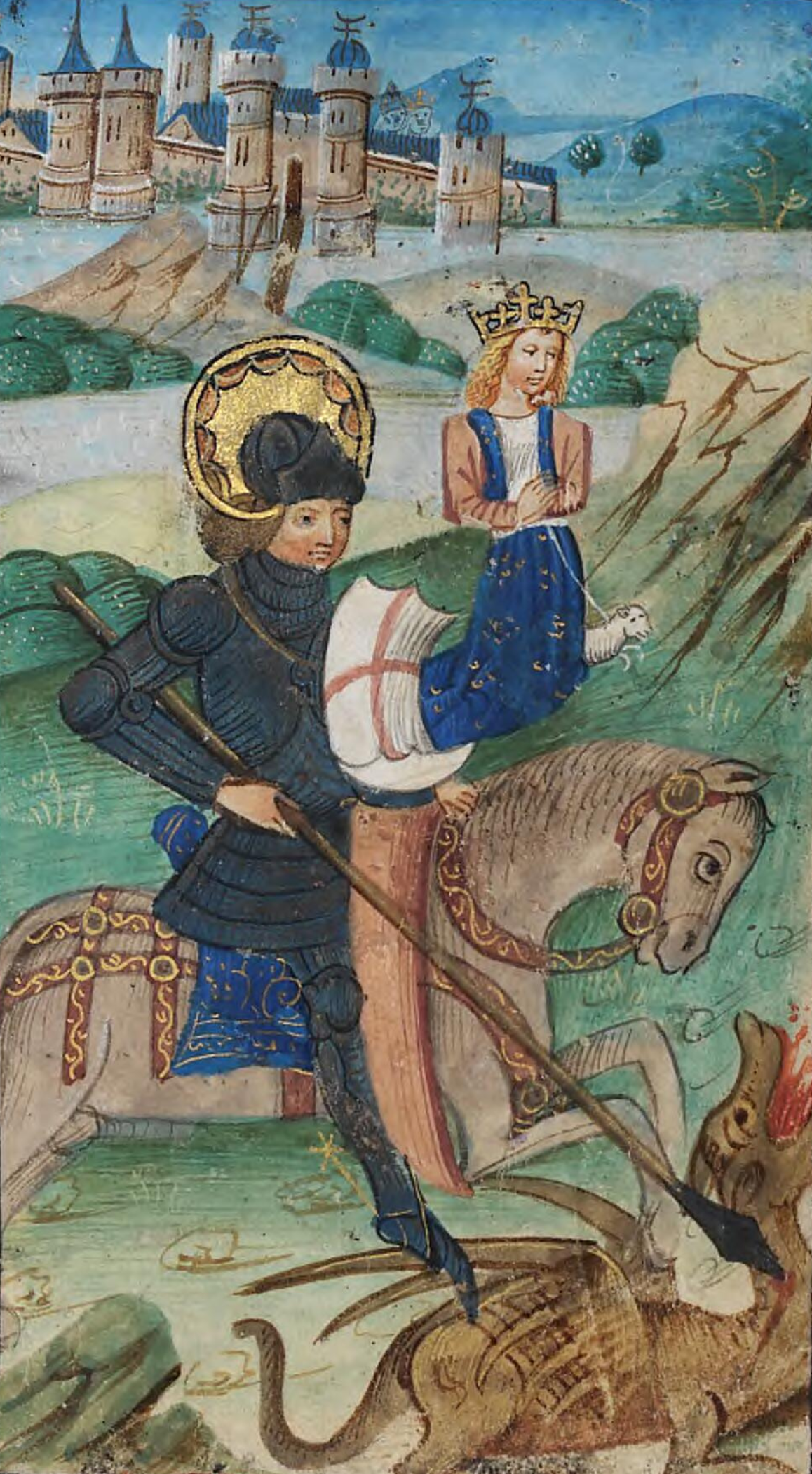
『灰色の時祷書（英語版）』（1400年頃）
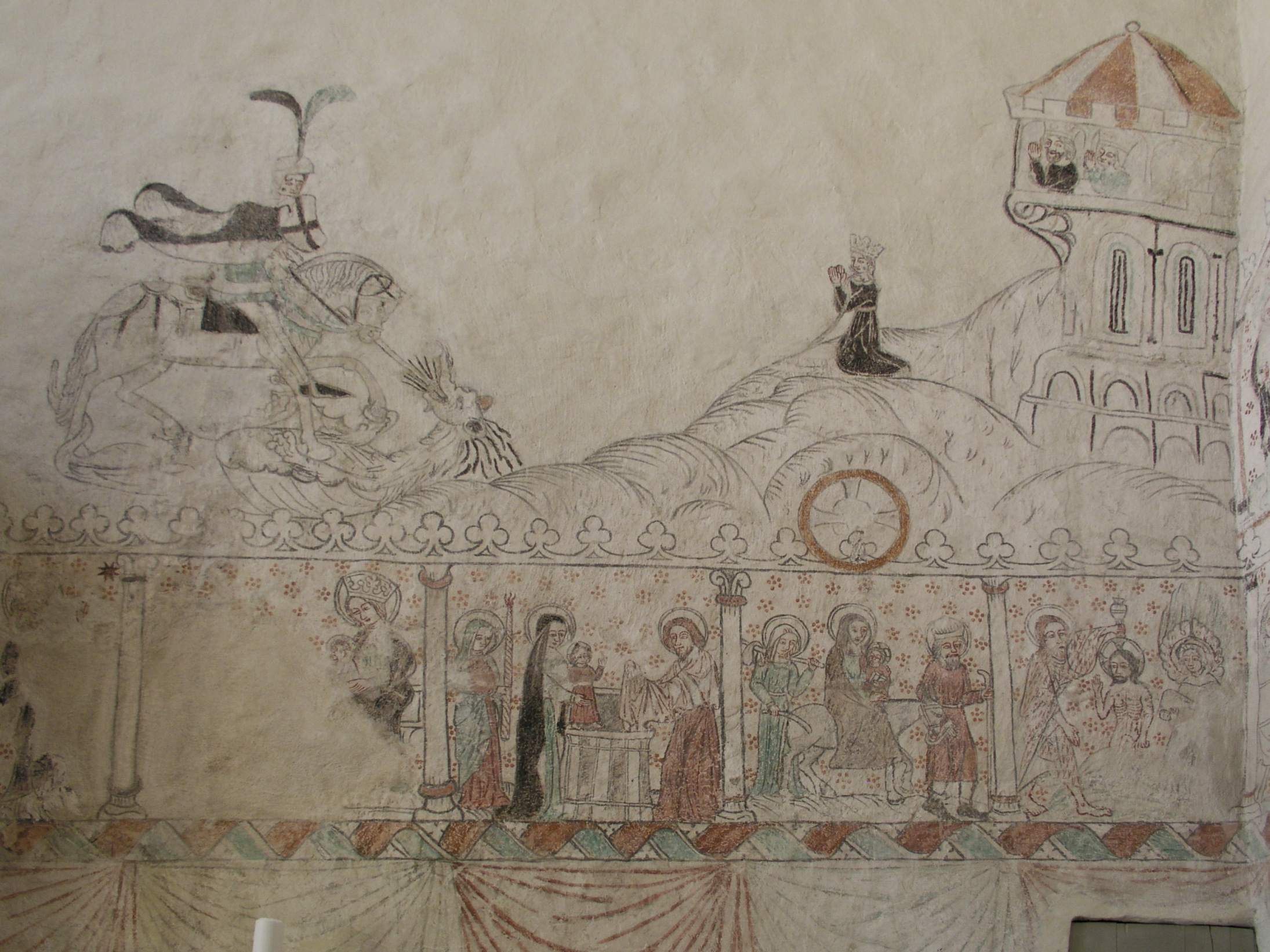
聖人の生涯を描いたアンガ教会（英語版）フレスコ画（15世紀半ば）
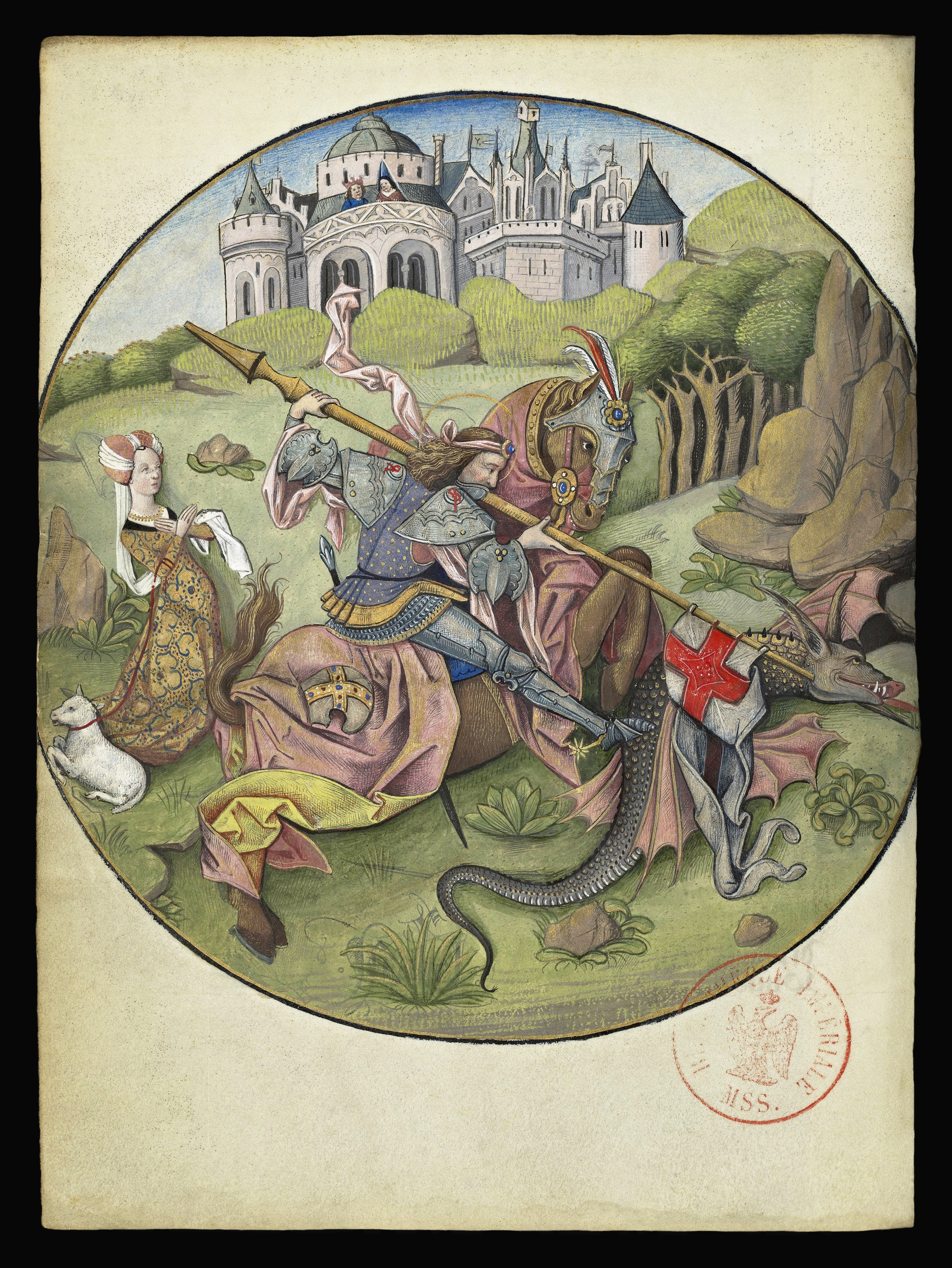
『アングレーム伯シャルルの時祷書（英語版）』のミニアチュール、コニャック、f.53v（1475年–1500年）
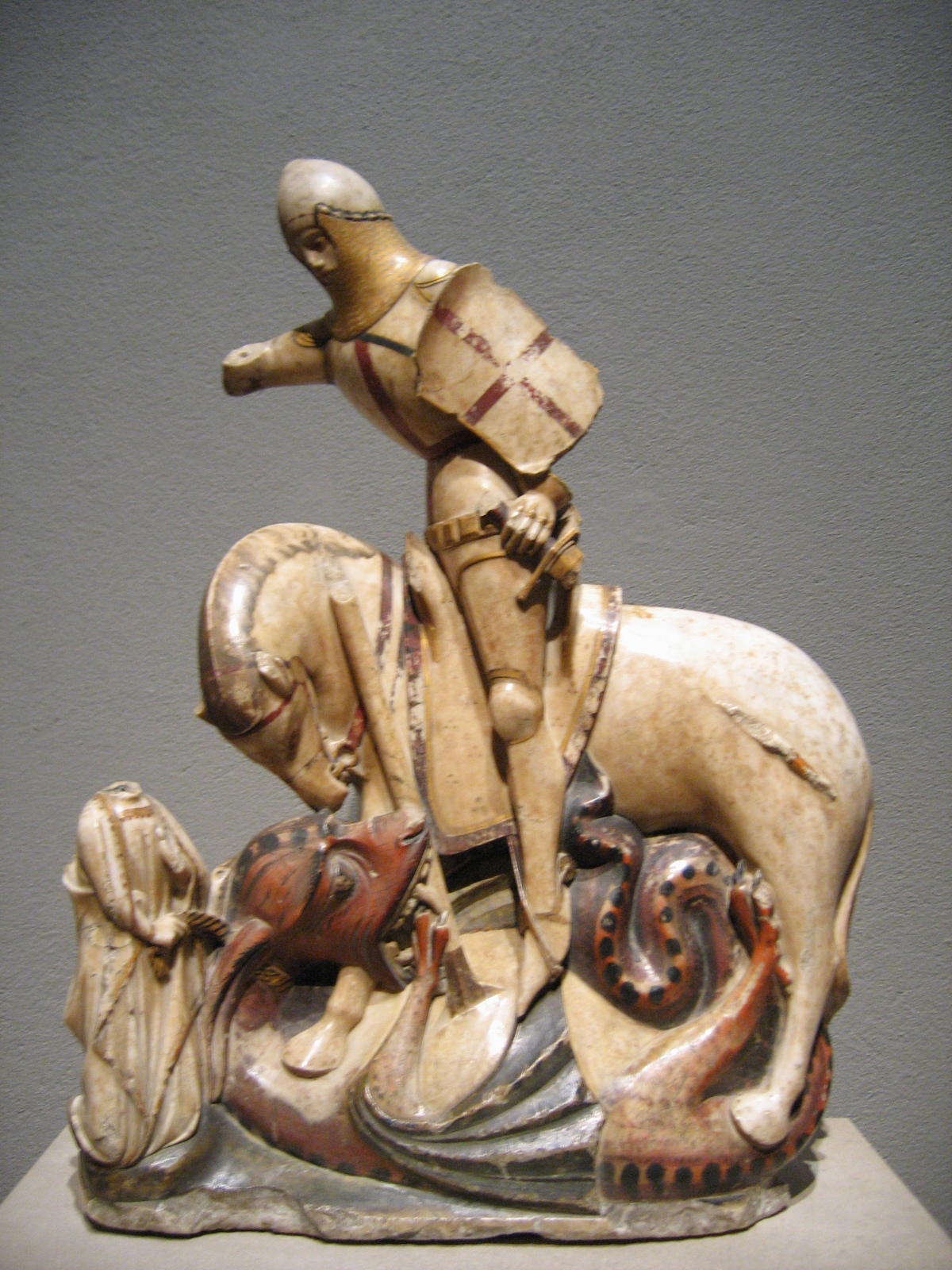
彩色されたアラバスターの聖ゲオルギウスと竜の像。ワシントン・ナショナル・ギャラリー所蔵（1375年–1420年頃）
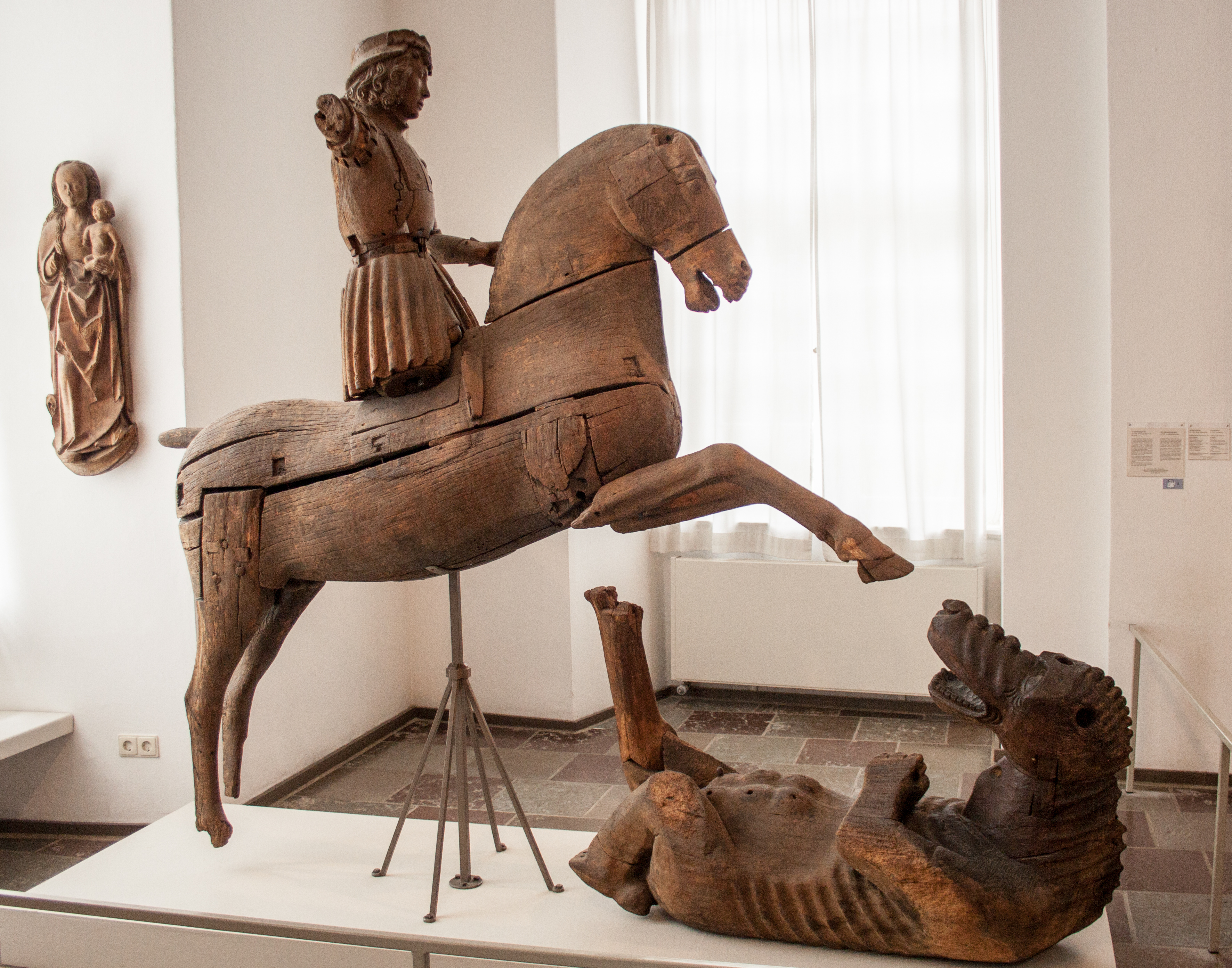
木彫像。ゴットルプ城（英語版）所蔵（1500年頃）

### ルネサンス
- ドナテッロ『聖ゲオルギウス』1417年頃 バルジェロ美術館所蔵
- パオロ・ウッチェロ『聖ゲオルギウスと竜』1470年頃 ロンドン・ナショナル・ギャラリー所蔵
- ジョヴァンニ・ベッリーニ『聖ゲオルギウスと竜』1471年頃 ペザロの祭壇画[25]
- リーフェン・ファン・ラテム『聖ゲオルギウスと竜』1471年頃
- バーント・ノトケ『聖ゲオルギウスと竜』 1484年–1489年頃[26]
- アルブレヒト・デューラーの木版画 1501年/1504年
- ヴィットーレ・カルパッチョ『聖ゲオルギウスと竜』1502年頃 サン・ジョルジョ・デッリ・スキアヴォーニ同信会館（英語版）所蔵
- ヴィットーレ・カルパッチョ『聖ゲオルギウスと竜』1516年 サン・ジョルジョ・マッジョーレ聖堂所蔵
- ラファエロ・サンツィオ『聖ゲオルギウスと竜』1504年頃 ルーヴル美術館所蔵
- ラファエロ・サンツィオ『聖ゲオルギウスと竜』1504年-1506年頃 ワシントン・ナショナル・ギャラリー所蔵
- アルブレヒト・アルトドルファー『聖ゲオルギウスと竜の戦いのある森の風景』1510年頃
- ティントレット『聖ゲオルギウスと竜』1555年頃 ロンドン・ナショナル・ギャラリー所蔵[27]

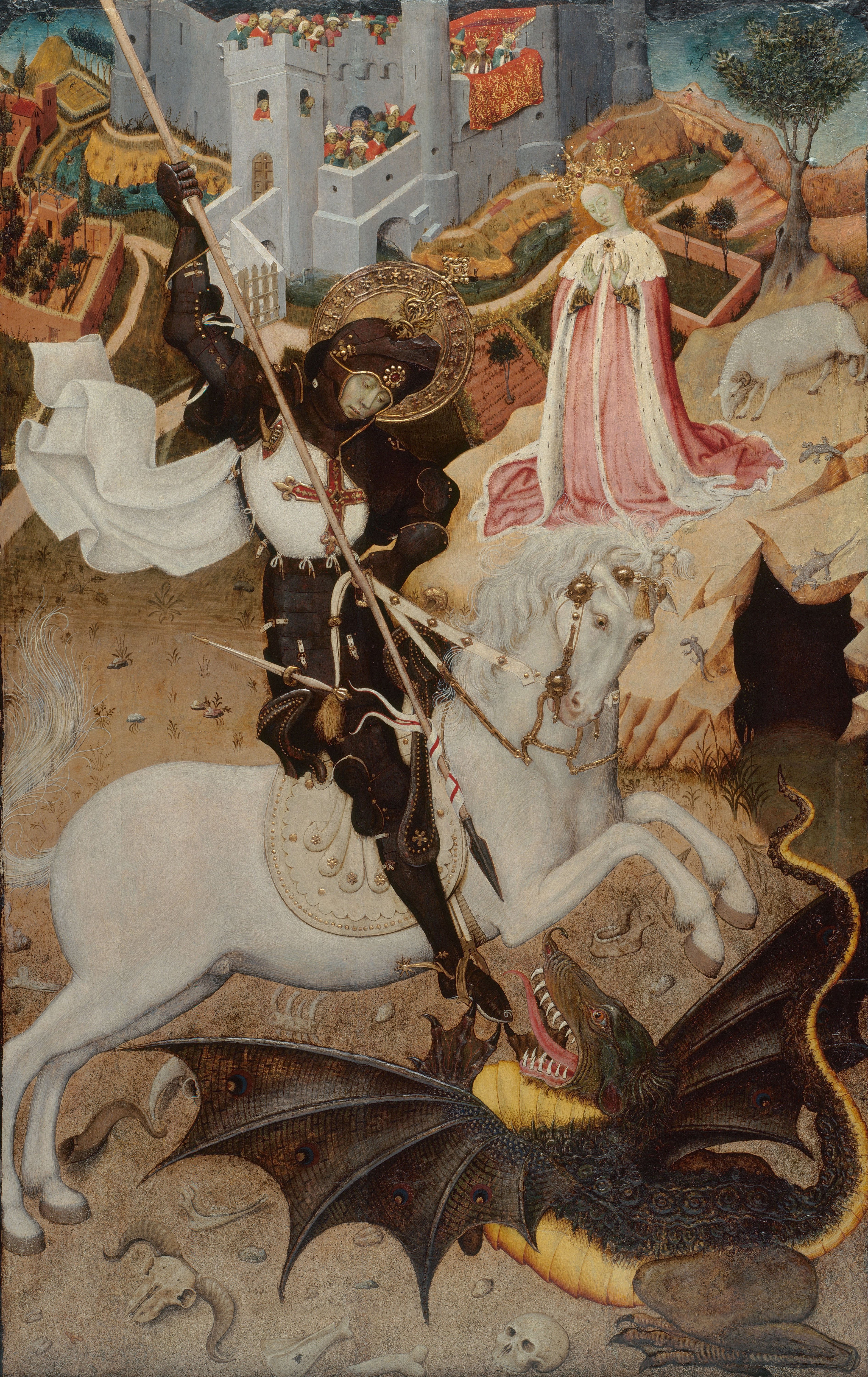
ベルナト・マルトレル『竜を殺す聖ゲオルギウス』（1435年）シカゴ美術館所蔵
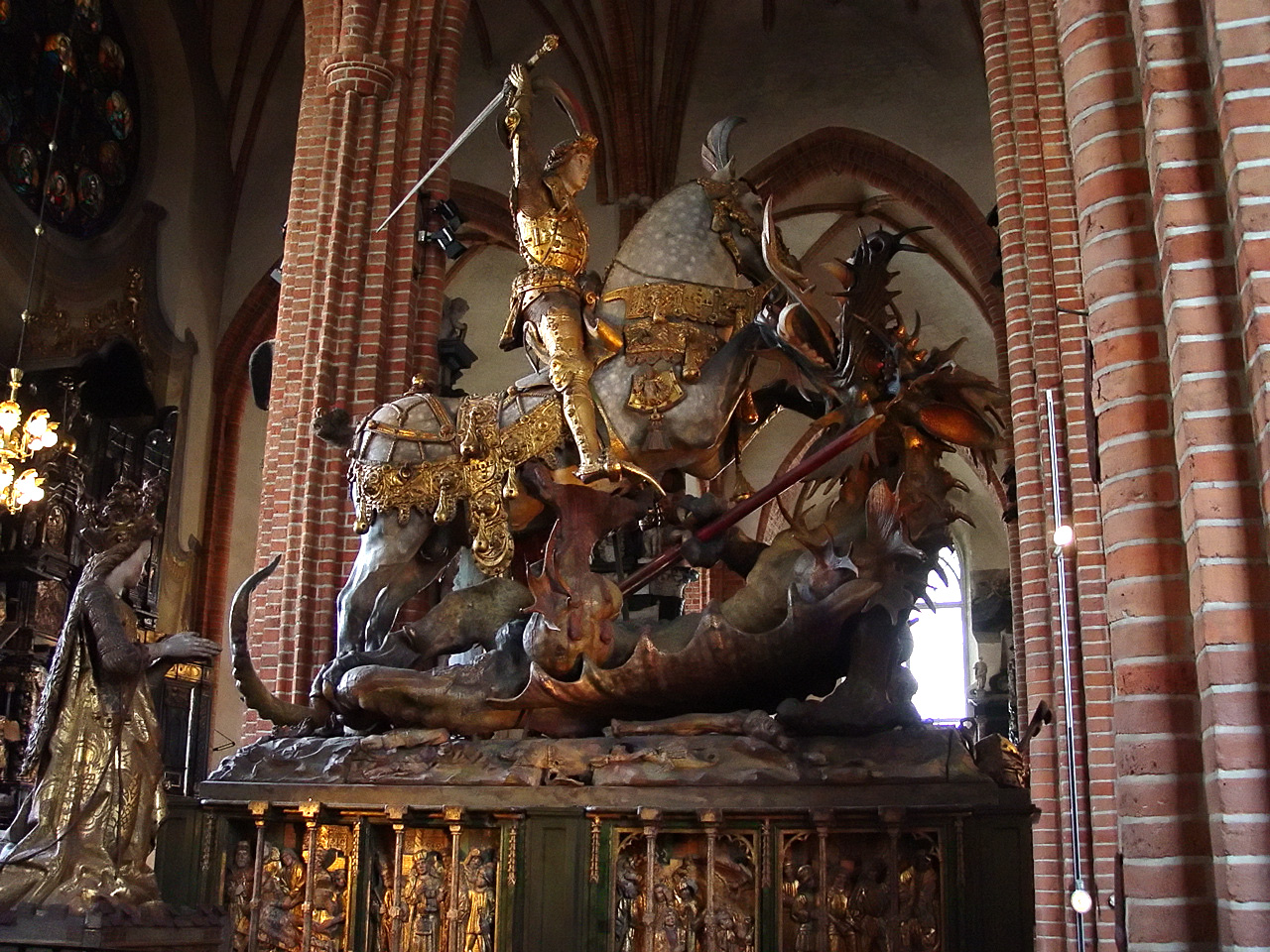
バーント・ノトケの木彫『聖ゲオルギウスと竜』（1470年頃）ストックホルム大聖堂（英語版）所蔵
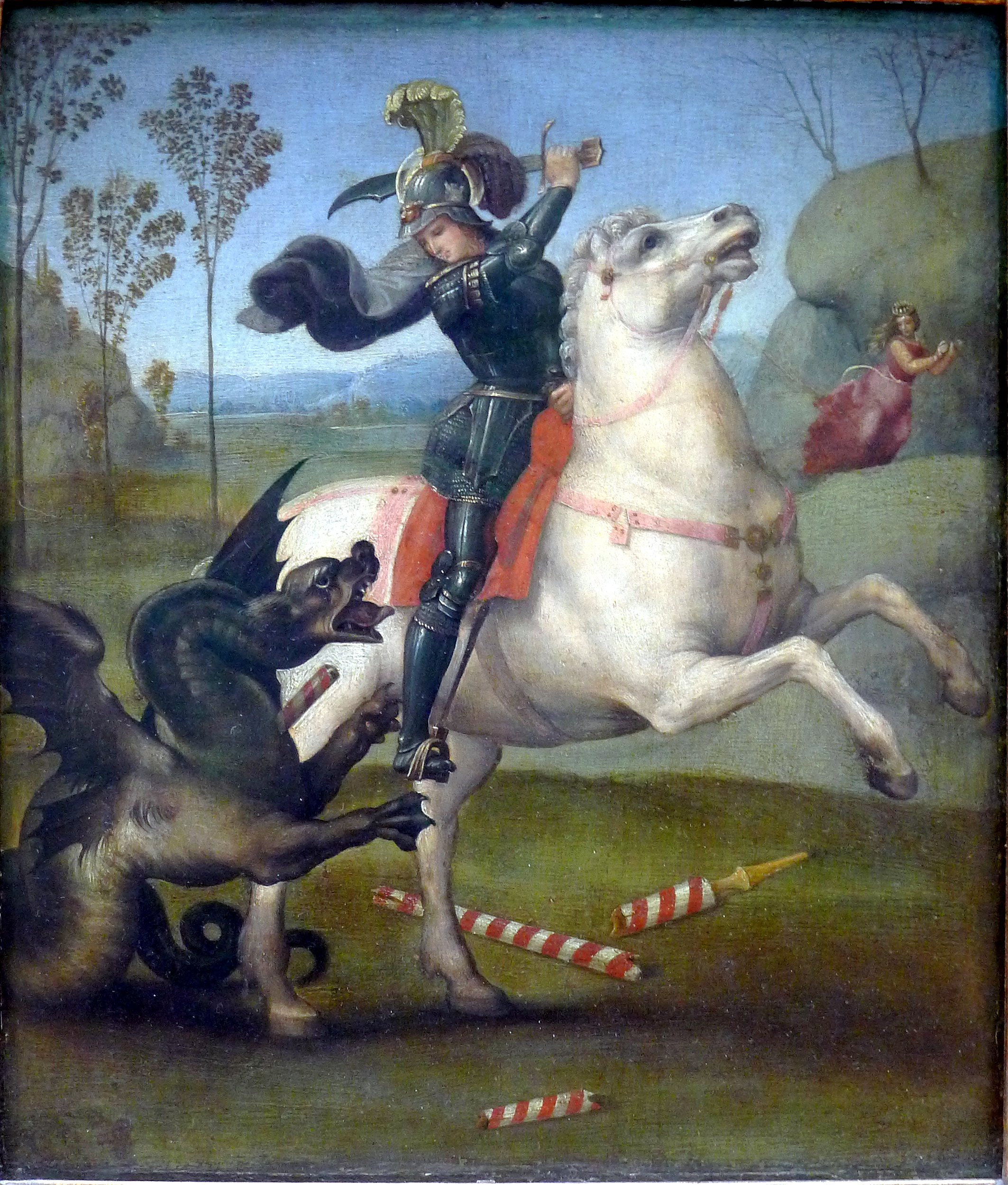
ラファエロ・サンツィオ『聖ゲオルギウスと竜』（1504年頃）ルーヴル美術館所蔵
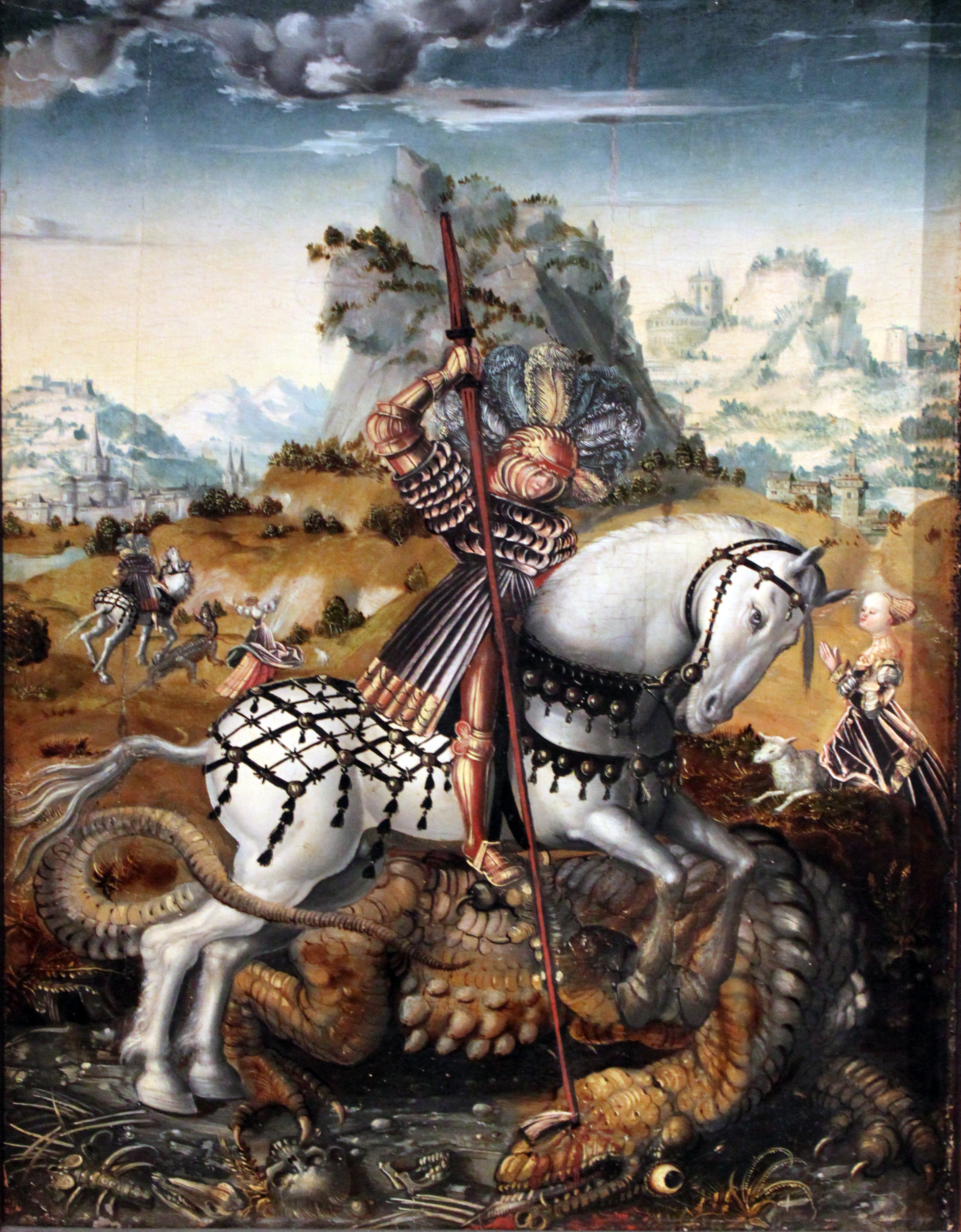
デーベルンの高祭壇のマイスター（Meister des Döbelner Hochaltars）『馬上の聖ゲオルギウス』（1511年・1513年）ハンブルク美術館所蔵
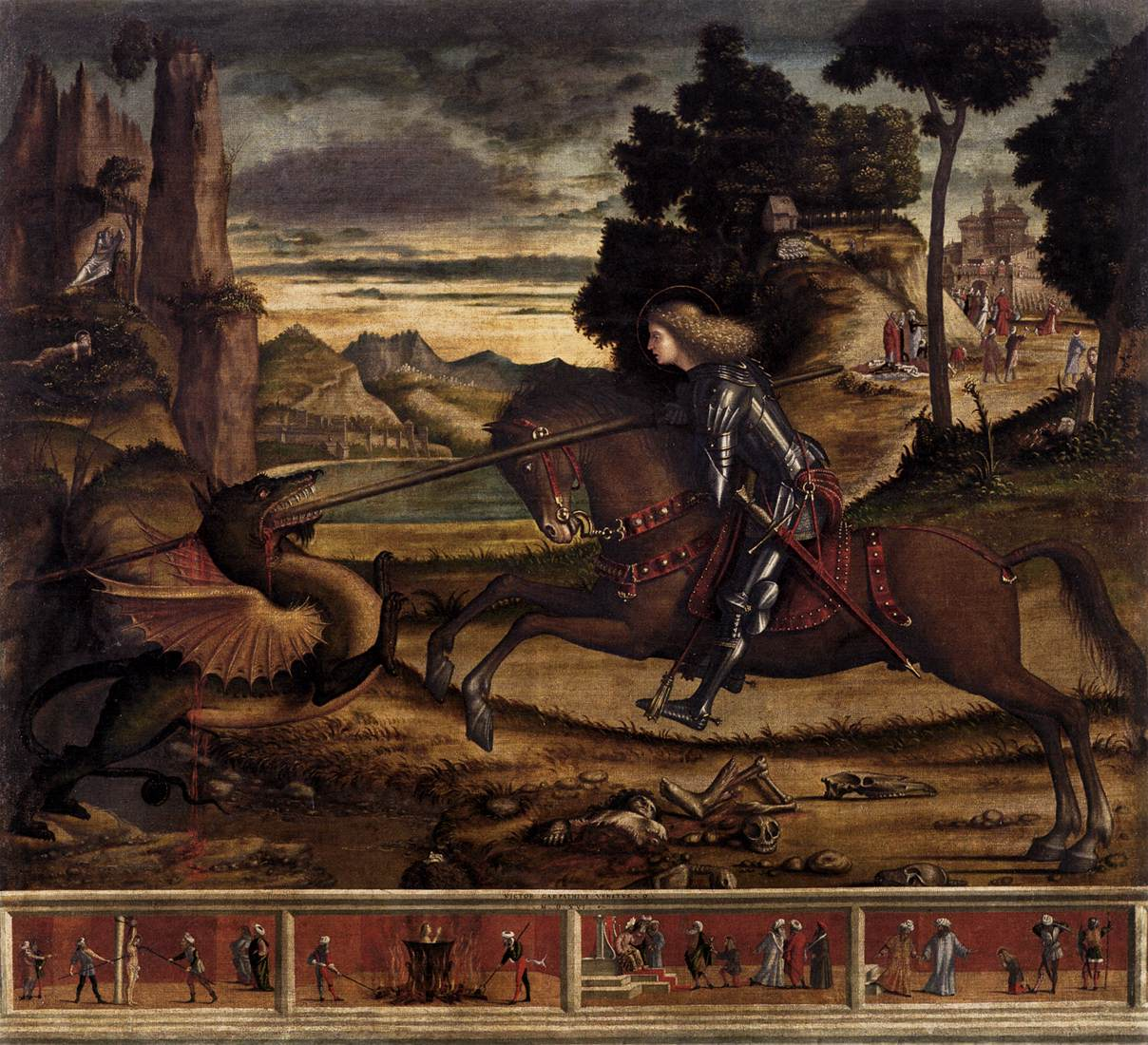
ヴィットーレ・カルパッチョ『聖ゲオルギウスと竜』（1516年）サン・ジョルジョ・マッジョーレ聖堂所蔵
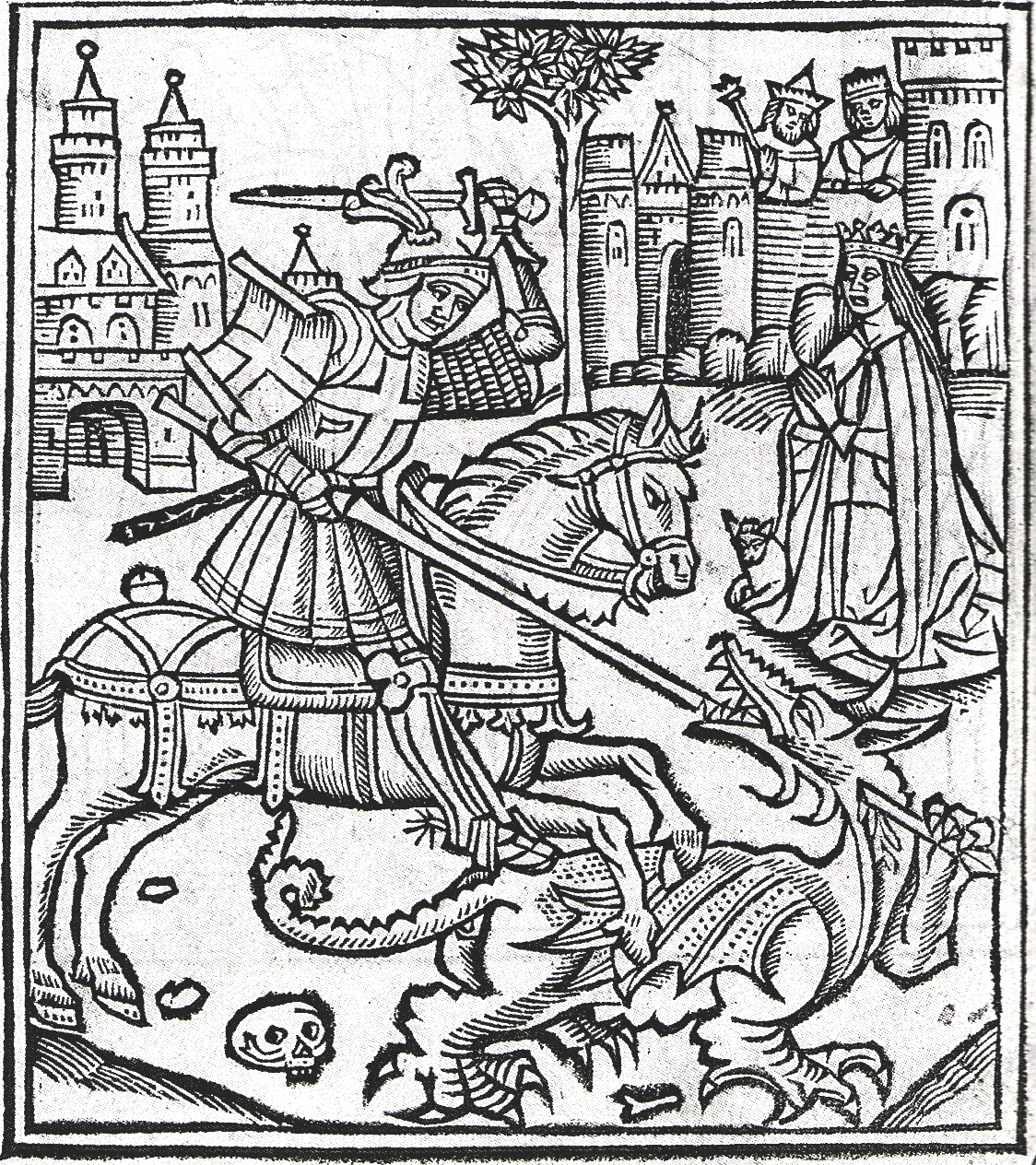
アレクサンダー・バークレー（英語版）の『聖ゲオルギウスの生涯』木版画口絵（ウェストミンスター, 1515年）
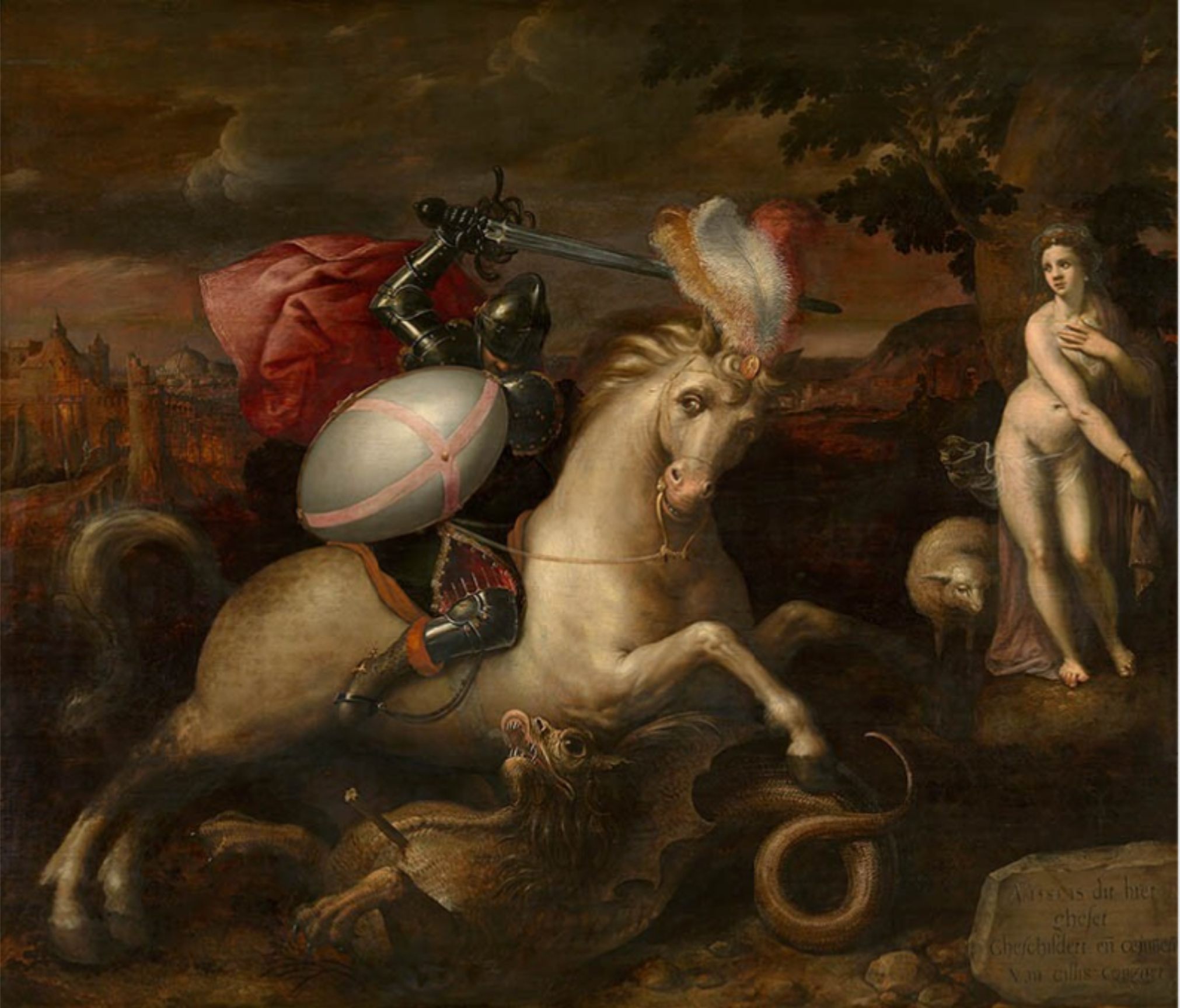
ヒリス・コワニエ『偉大なる聖ゲオルギウス』（1581年）

### 近世および現代美術

#### 絵画
- ピーテル・パウル・ルーベンス『聖ゲオルギウスと竜』1620年頃 プラド美術館所蔵
- サルヴァトル・ローザ『聖ゲオルギウスと竜』ジャンフランコ・ルゼッティ美術館（Gianfranco Luzzetti）所蔵
- マッティア・プレティ『ドラゴンに勝利した聖ゲオルギウス』（1678年）ゴゾ島、ヴィクトリア（英語版）の聖ゲオルギウス大聖堂（英語版）所蔵
- エドワード・バーン＝ジョーンズ『聖ゲオルギウスと竜』1866年[28]
- ギュスターヴ・モロー『聖ゲオルギウスと竜』1889年
- ブリトン・リヴィエール『聖ゲオルギウスと竜』1914年頃
- ウロシュ・プレディッチ『ドラゴンを殺す聖ゲオルギウス』1930年
- ジョルジョ・デ・キリコ『ドラゴンを殺す聖ゲオルギウス』 1940年[29]

#### 彫刻
- ロンドン、リージェント・ストリートのリバティ百貨店の時計の一部を形成する彫刻（19世紀）[30]
- ジョセフ・エドガー・ベーム（英語版）のブロンズ像『聖ゲオルギウスと竜』（1889年）ビクトリア州立図書館所蔵[31]
- サルバドール・ダリ『聖ゲオルギウスと竜』（1947年）ビロッティ野外博物館（イタリア語版）所蔵
- エドワード・シーゴ（英語版）『聖ゲオルギウスと竜』。イギリス国王の公用車のマスコットとして使用されたシルバーの像（1952年）[32]

#### モザイク
- エドワード・ポインター『イギリスの聖ゲオルギウス』（1869年）ウェストミンスター宮殿中央ロビー

#### エングレーヴィング
- ベネデット・ピストルッチ（英語版）の鋳型のためのエングレーヴィング（1817年）

#### 紙幣
イングランド銀行が発行した紙幣
- 1ポンド紙幣（英語版） - 表にジョージ5世の肖像画。1928年から1960年まで。
- 5ポンド紙幣（英語版） - 表に女神ブリタニアの肖像画。1957年から1967年まで。
- 20ポンド紙幣（英語版） - 表にエリザベス2世の肖像画。1970年から1993年まで[33]。

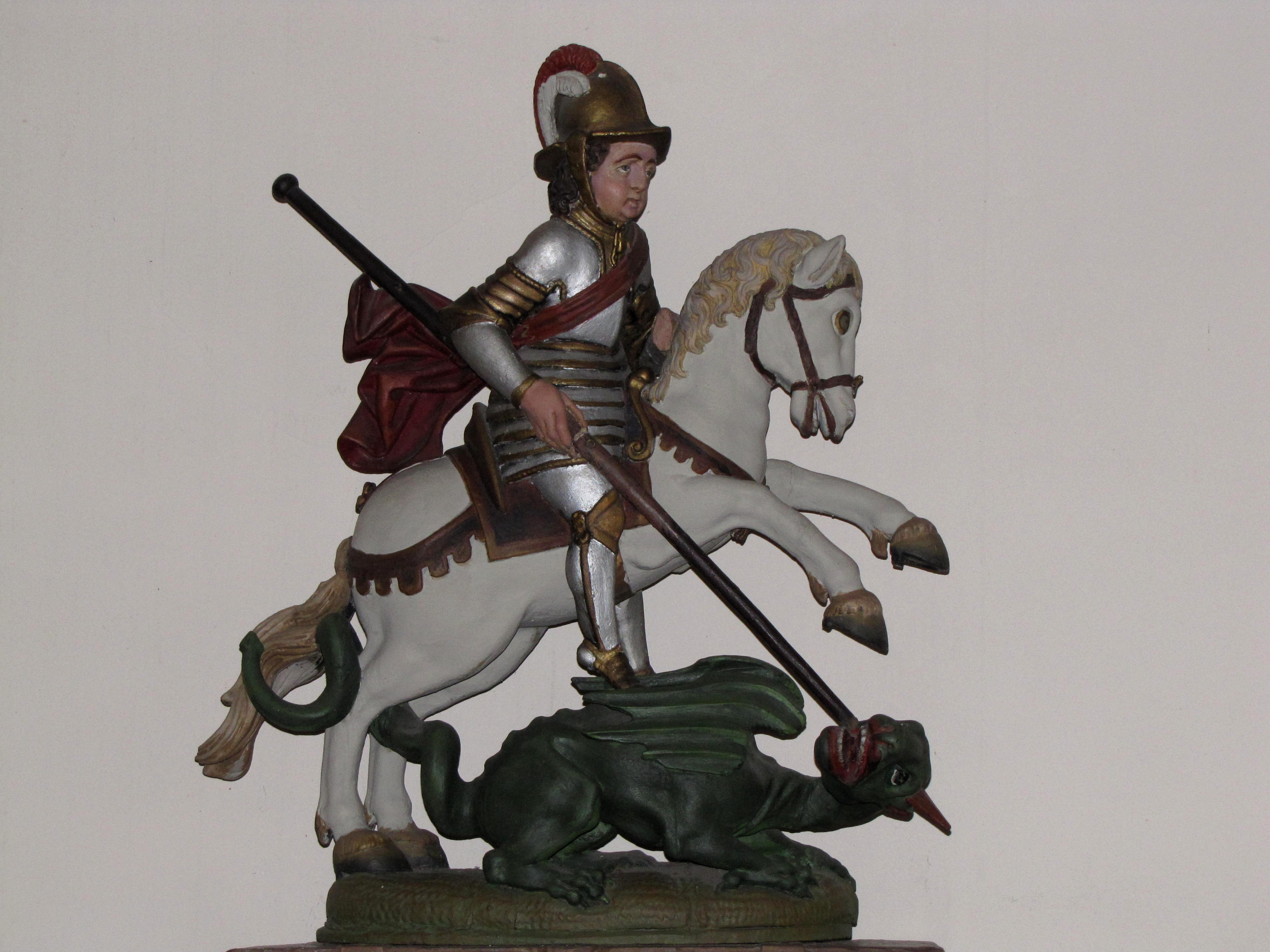
シャトノワ（英語版）の聖ゲオルギウス教会（英語版）の聖ゲオルギウス像（17世紀）
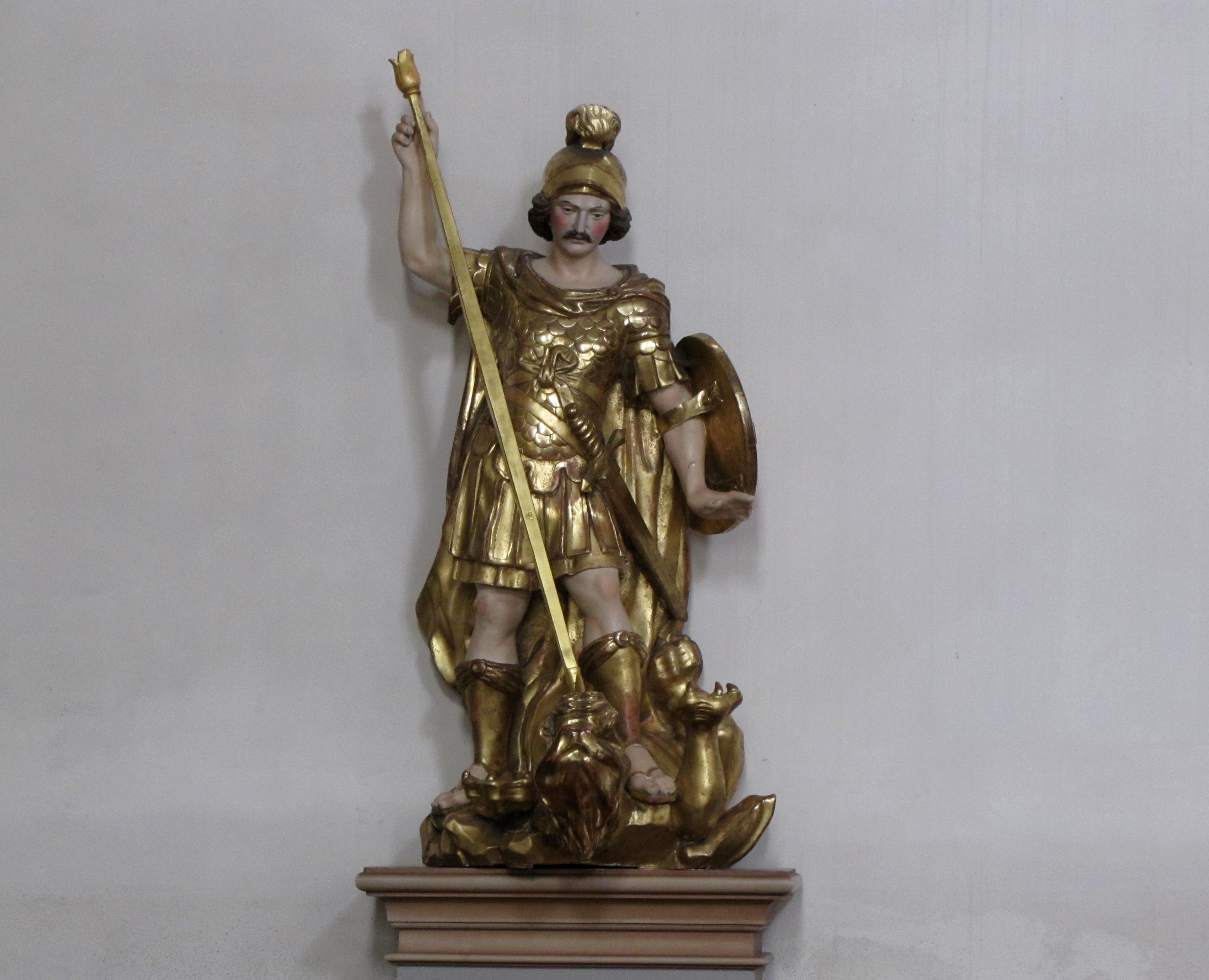
シャトノワの聖ゲオルギウス教会の聖ゲオルギウス像（18世紀）
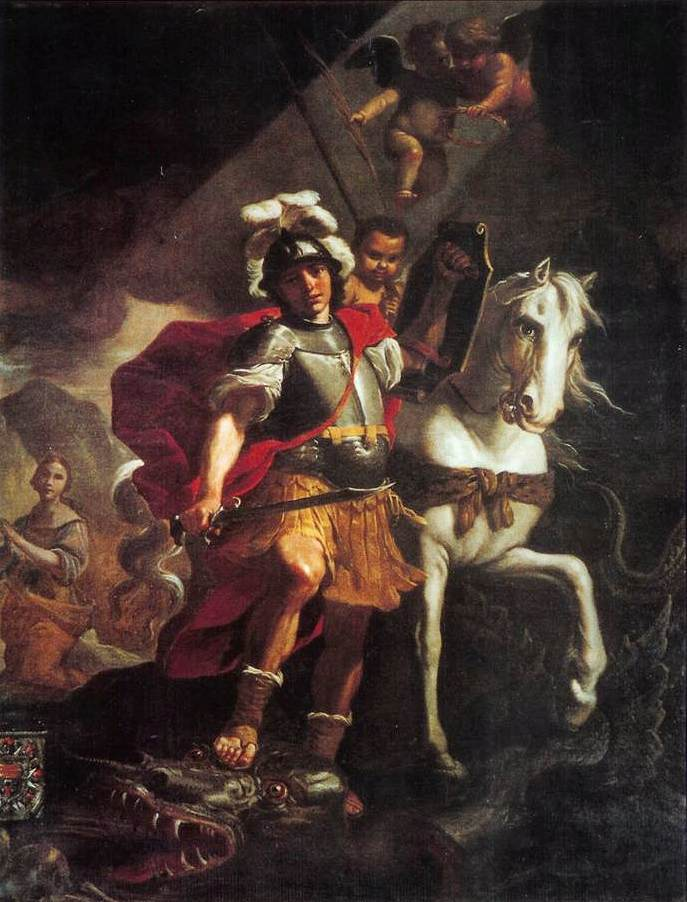
マッティア・プレティ『ドラゴンに勝利した聖ゲオルギウス』（1678年）ゴゾ島、ヴィクトリア（英語版）の聖ゲオルギウス大聖堂（英語版）所蔵
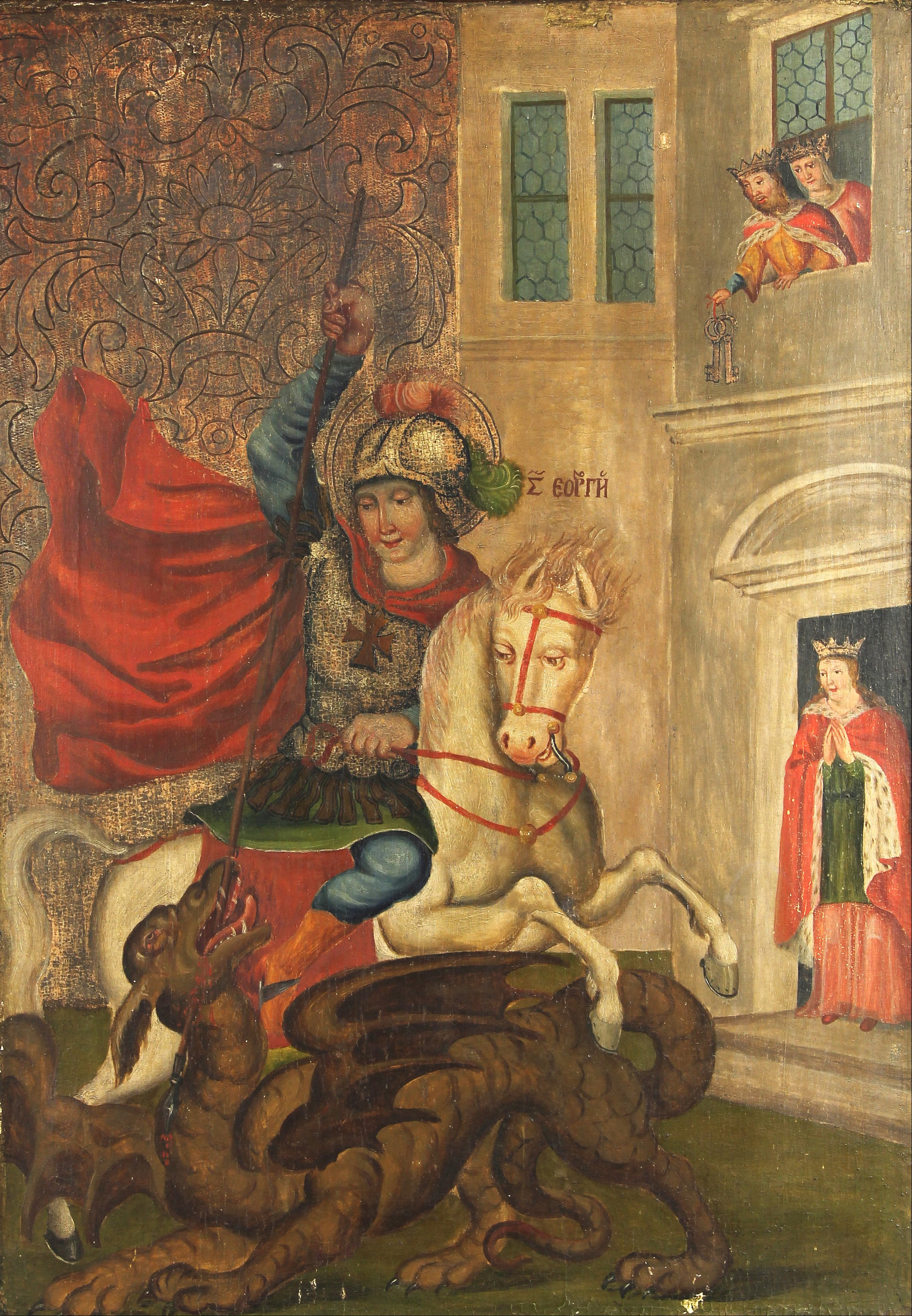
ウクライナに由来する無名の画家（18世紀）イヴァン・ゴンチャー博物館（英語版）所蔵
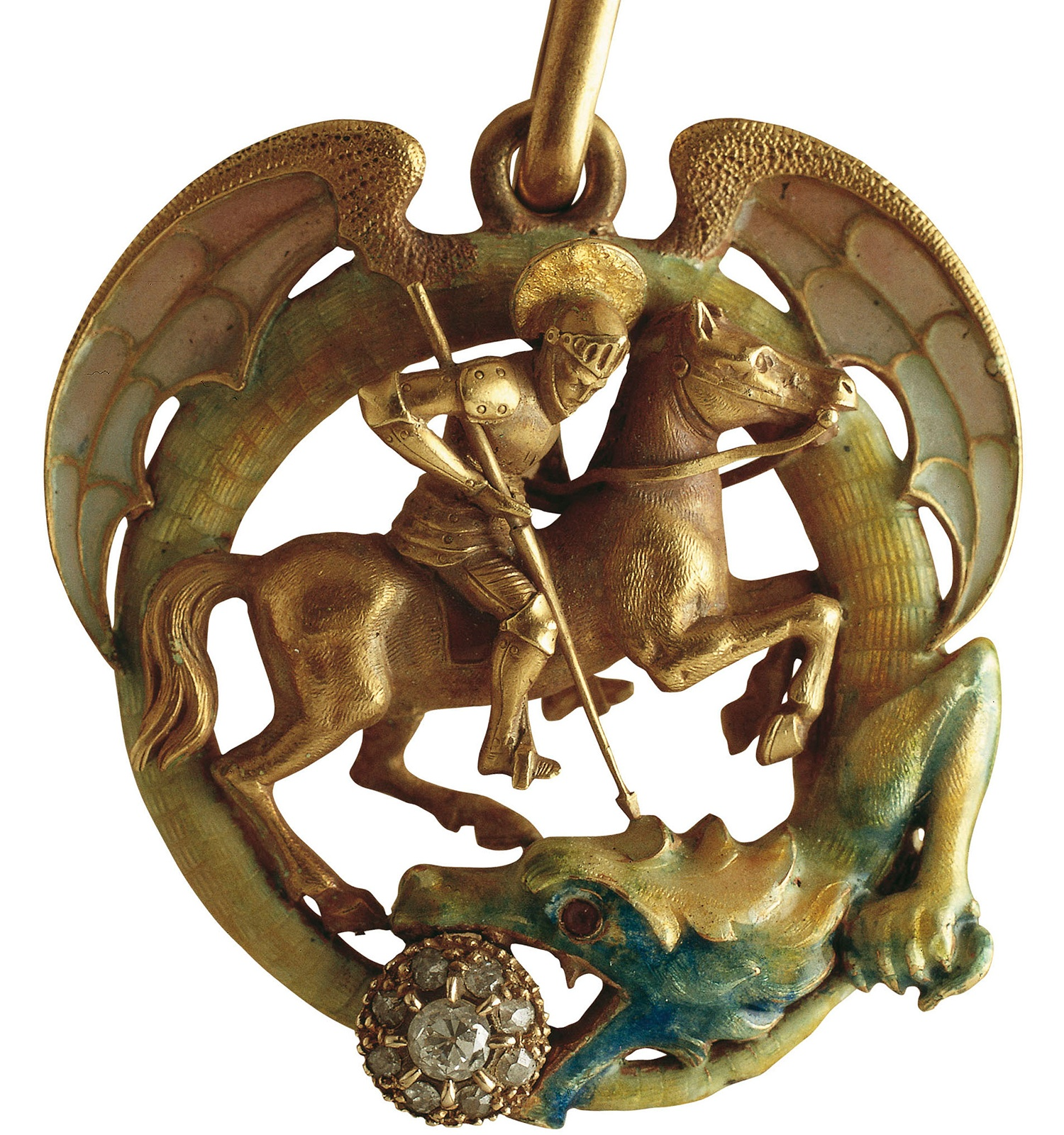
リュイス・マリエラ・イ・ローゼス（英語版）『聖ゲオルギウスのペンダント（英語版）』（1902年）カタルーニャ美術館所蔵
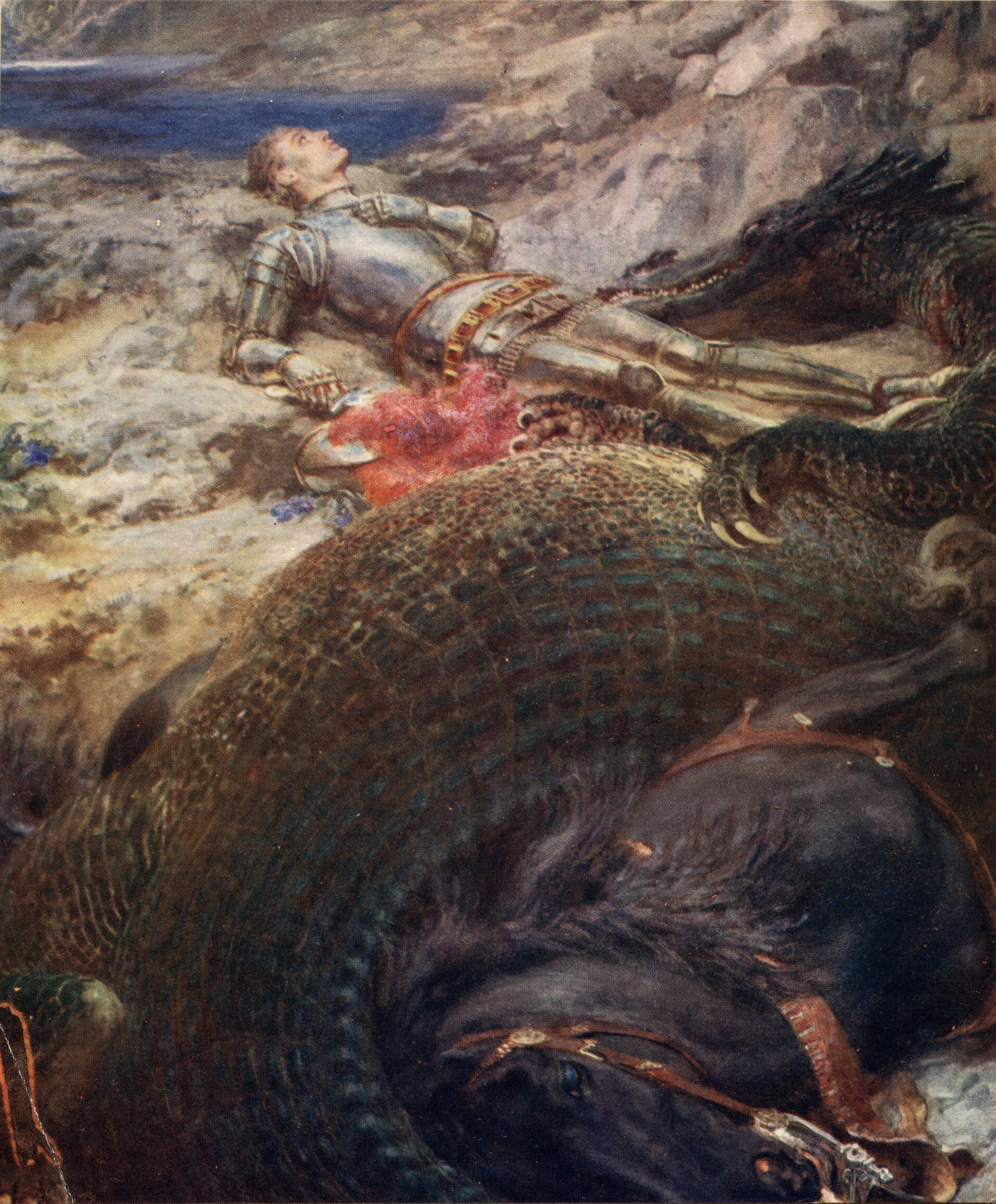
ブリトン・リヴィエール『聖ゲオルギウスと竜』（1914年頃）
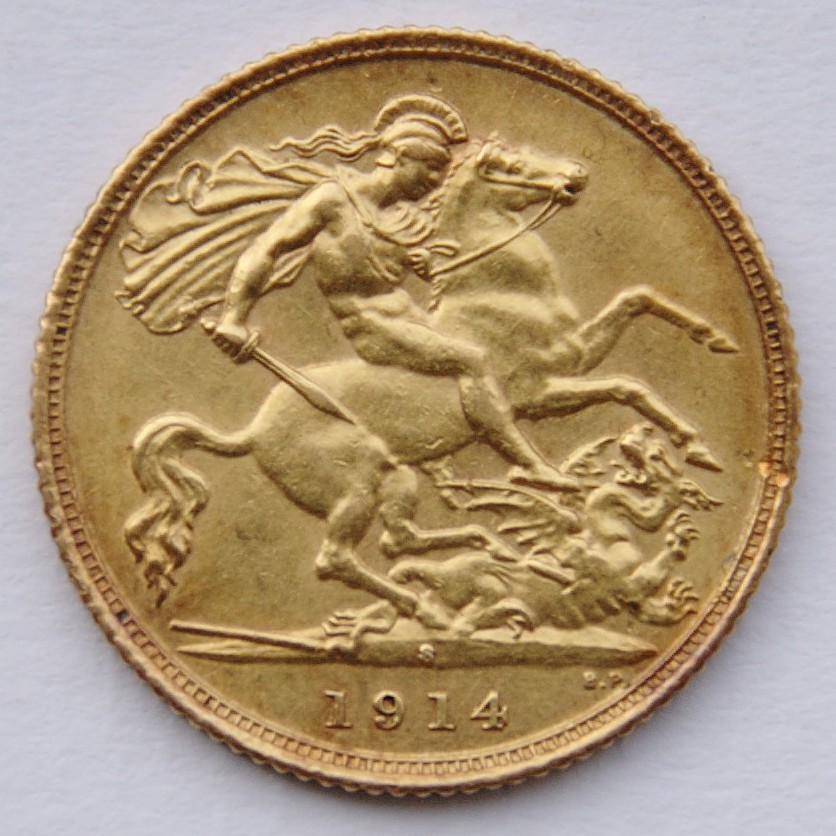
ベネデット・ピストルッチ（英語版）のエングレーヴィングを用いたソブリン金貨（1914年）
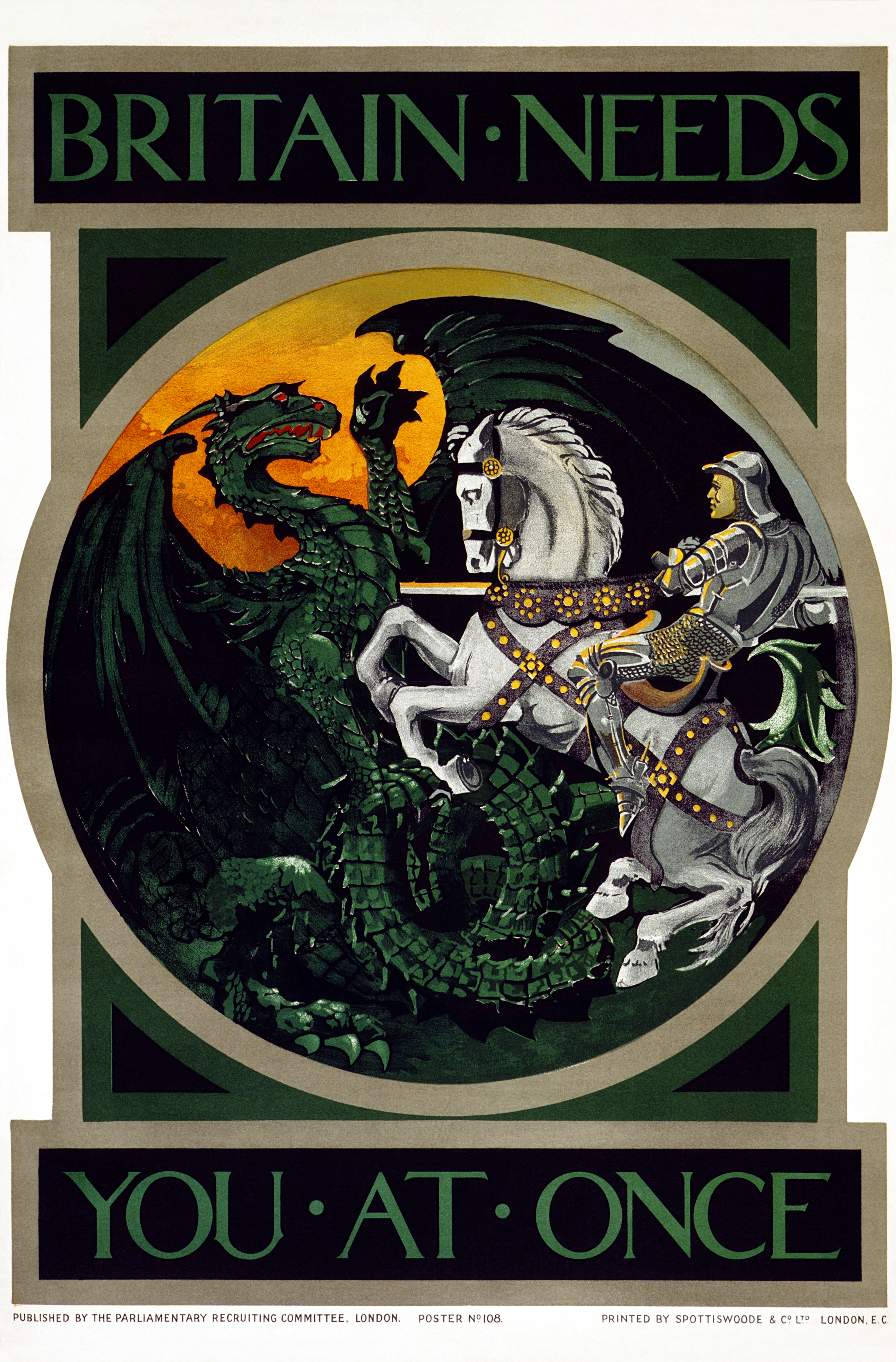
第一次世界大戦時のイギリスの募兵ポスター
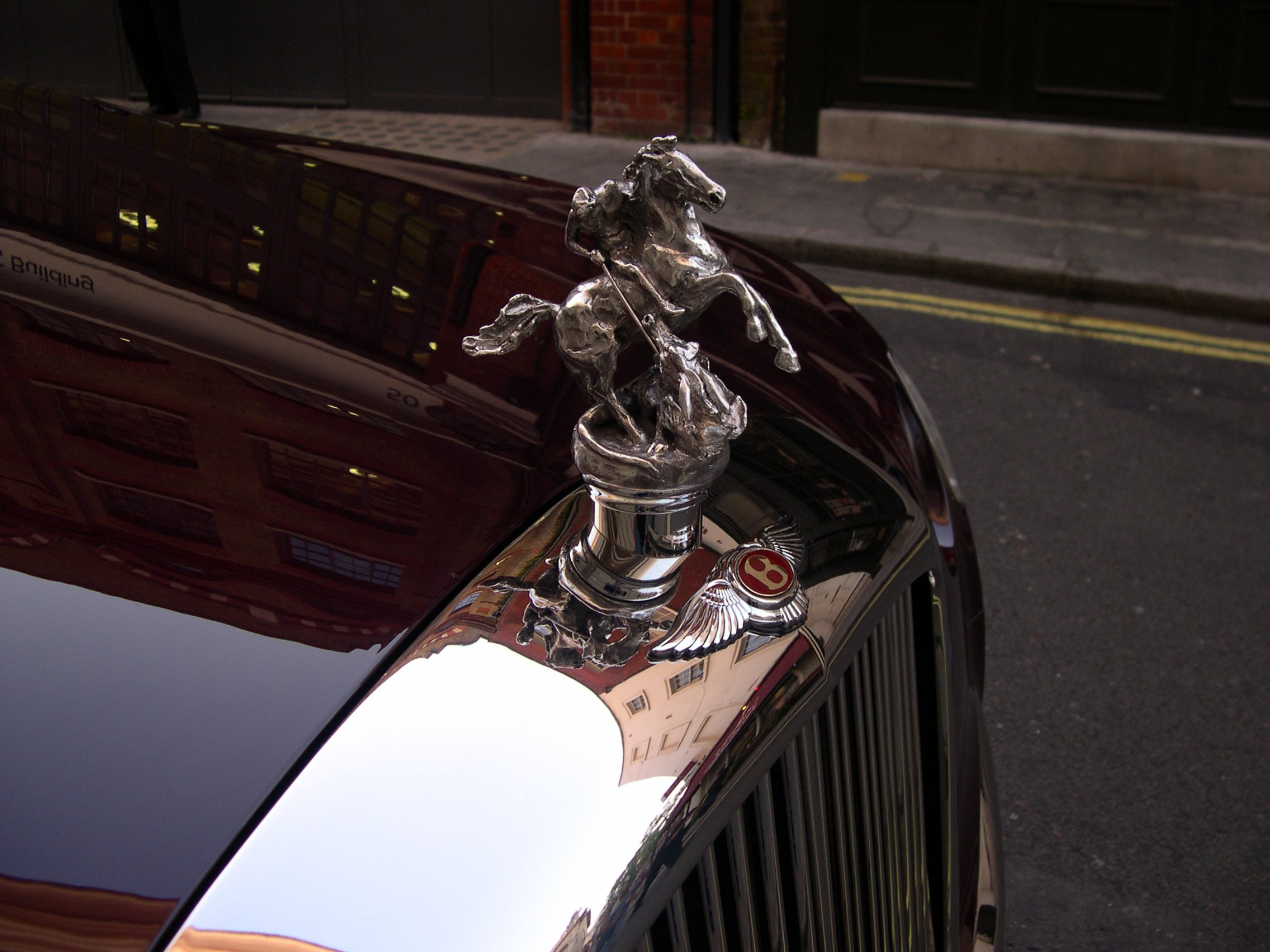
エドワード・シーゴ（英語版）『聖ゲオルギウスと竜』。イギリス国王の公用車のマスコットとして使用された（1952年）

## 文学
エドマンド・スペンサーは『妖精の女王』第1巻の聖ゲオルギウスと竜の物語を拡大し、当初は英雄を赤十字の騎士と呼んでいた。ウィリアム・シェイクスピアは戯曲『リチャード三世』第五幕、『ヘンリー五世』第三幕、そしてまた『リア王』第一幕で聖ゲオルギウスと竜について言及している。
17世紀のブロードサイド・バラッドは聖ゲオルギウスの竜退治の偉業に敬意を表している。この『聖ジョージとドラゴン』というタイトルのバラッドでは叙事詩と騎士道物語の他の英雄と関連して聖ゲオルギウスの重要性を考察し、最終的に他のすべての英雄や叙事詩または騎士道物語の人物は、聖ゲオルギウスの偉業と比較して見劣りすると結論づけている。
エドワード・エルガーの『聖ジョージの旗』はコーラスとオーケストラのバラッドで、シャプコット・ウェンズリーの作詞である。ケネス・グレアムによる1898年の『ドリーム・デイズ』には、「ザ・リラクタント・ドラゴン」というタイトルの章が含まれ、高齢の聖ゲオルギウスと優しいドラゴンが町の人々を満足させ、ドラゴンを社会に紹介してもらうために模擬戦を演じる。後にウォルト・ディズニー・プロダクションズによって映画化され、子供の喜歌劇としてジョン・ラター作曲の曲がつけられた。
1935年、スタンリー・ホロウェイはロバート・パトリック・ウェストンとバート・リーが書いた『聖ジョージとドラゴン』に従って物語のユーモラスな朗読を録音した。1950年代には、スタン・フレバーグとドーズ・バトラーはフレバーグのラジオ番組のために『聖ジョージとドラグネット』（『ドラグネットと物語のパロディ）を書いて演奏した。ストーリーの録音は100万部以上の売上げを記録した最初のコメディアルバムとなった。
マーガレット・ホッジズはトリーナ・スチャート・ハイマンによるコールデコット賞受賞のイラストを使用した1984年の児童書『聖ジョージとドラゴン』で伝説を再話した。
サマンサ・シャノンは自身の2019年の小説『オレンジの木の小修道院』（The Priory of the Orange Tree）を聖ゲオルギウスと竜の伝説の「フェミニストの再話」と表現している。

## 紋章学

### 紋章
イタリアの都市レッジョ・ディ・カラブリアは15世紀の都市の印章に使用された図像から派生した聖ゲオルギウスと竜の紋章を少なくとも1757年以来使用していた（レッジョ・ディ・カラブリアの市章）。聖ゲオルギウスと竜は、18世紀後半からモスクワの市章に描かれ、1991年からジョージアの国章に描かれている（1801年にジョージア州がロシア帝国に編入された際の紋章に基づく）。

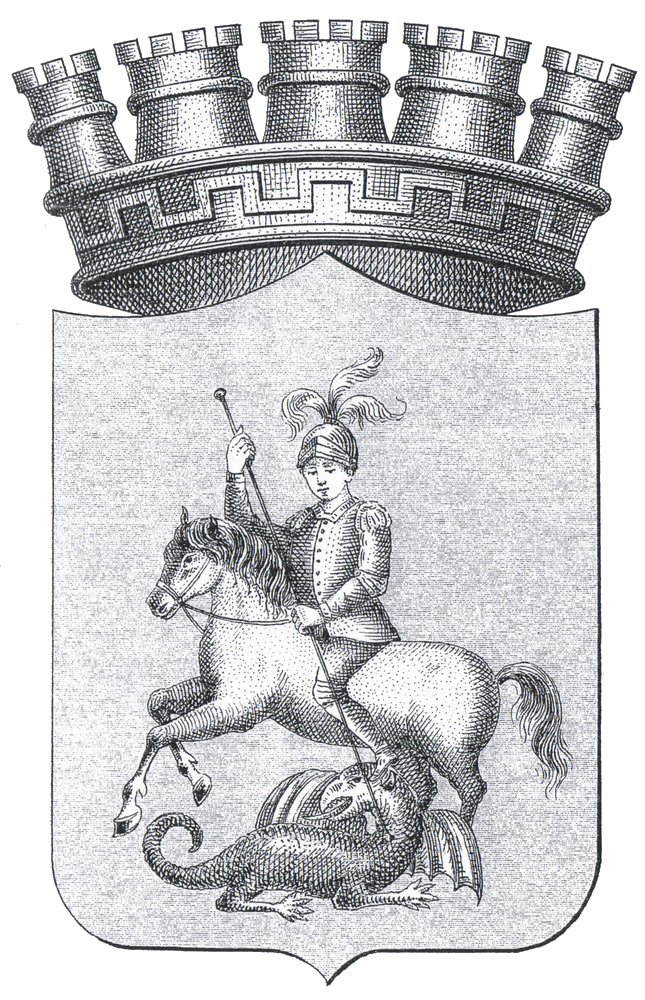
レッジョ・ディ・カラブリア の市章（1896年）
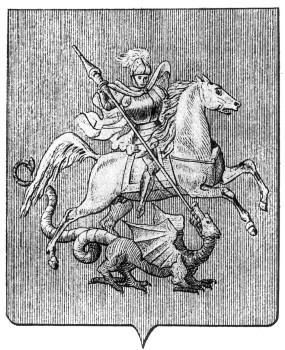
モスクワの市章（英語版）（1781年）
モスクワの市章（1993年のデザイン）
ロシアの国章（1993年）
キエフ州の州章（1999年）
ジョージアの国章（2004年）

地方の紋章
- キエフ州、ウクライナ（1999年）
- ロシア、モスクワ州（2005年）

市の紋章

アラゴン国王マルティン1世のインベントリにあるアラゴン連合王国の国章（1400年頃）

- オーストラリア：シティ・オブ・ハーストヴィル
- オーストリア：ピッテン（英語版）、ザンクト・ゲオルゲン・アン・デア・グセン（英語版）、ザンクト・ゲオルゲン・アン・デア・ライ（英語版）、ザンクト・ゲオルゲン・アン・デア・シュティーフィング（英語版）、ザンクト・ゲオルゲン・イム・アッターガウ（英語版）、ザンクト・ゲオルゲン・オプ・ムーラウ（英語版）
- クロアチア：カステル・スクラック（英語版）
- チェコ共和国：ブルシュペルク（英語版）
- デンマーク：ホルステブロー（英語版）
- フランス：アイドイユ（英語版）、クィイ＝ポン＝オー＝ダム（英語版）、リヒスドルフ（英語版）、モラン（英語版）、ミュシダン（英語版）、サン＝ジョルジュ（英語版）、サン＝ジョルジュ＝アルモン（英語版）、サン＝ジョルジュ＝デスペランシュ（英語版）、サン＝ジョルジュ＝ドルク（英語版）、サン＝ジョルジュ＝ド＝ラントンボー（英語版）、サン＝ジョルジュ＝デュ＝ボワ（英語版）、サン＝ジョルジュ＝デュ＝ヴィエーヴル（英語版）、サン＝ジョルジュ＝シュル＝ボルシュ（英語版）、サン＝ジョルジュ＝シュル＝ロワール（英語版）、サン＝ジュル（英語版）、サルジュ（英語版）、ソスペル、ヴィルヌーヴ＝サン＝ジョルジュ
- ドイツ：ビュルゲル（英語版）、ハッティンゲン（英語版）、マンスフェルト、リッタースバッハ、ザンクト・ゲオルゲン（英語版）、シュヴァルツェンベルク（英語版）
- ハンガリー：Bácsszentgyörgy、Balatonszentgyörgy、Borsodszentgyörgy、Dunaszentgyörgy、Homokszentgyörgy、Pécsvárad、Szentgyörgyvár、Szentgyörgyvölgy、Tatárszentgyörgy
- イタリア：レッジョ・ディ・カラブリア
- リトアニア：マリヤンポレ、プリエナイ（英語版）、ヴァルニアイ（英語版）、
- オランダ：リッデルケルク、テルボルフ（英語版）
- ポーランド：ブジェク・ドルヌィ（英語版）、ジェルジョニュフ（英語版）、ミリチュ（英語版）
- ルーマニア：スチャヴァ、スフントゥ・ゲオルゲ
- ロシア：モスクワ
- セルビア：スルプスキ・クルツル（英語版）
- スロバキア：スヴェティー・ユル（英語版）
- スロベニア：シェントユル・プリ・ツェリュ
- スペイン：アルカラ・デ・ロス・ガスレス（英語版）、ゴロサルボ、プエンテドゥラ（英語版）
- スイス：カスティール（英語版）、カルトブルン（英語版）、ルシャイン（英語版）、サン・ジョルジュ（英語版）、シュランス（英語版）、シュタイン・アム・ライン（英語版）、ヴァルテンスブルク/フオルツ（英語版）
- ウクライナ：リュボームリ、ニジィン、タイクリー（英語版）、ヴォロディームィル＝ヴォルィーンシキー

### 旗

ギリシャ陸軍旗

- ギリシャの将軍マルコス・ボタリス（英語版）の軍旗
- エチオピア帝国最後の皇帝ハイレ・セラシエ1世の帝国軍旗（裏面）

### 軍事記章
- ギリシャ陸軍連隊旗（1864年）
- ロイヤル・フュージリアーズ連隊記章（1968年）